# Història de Sardenya

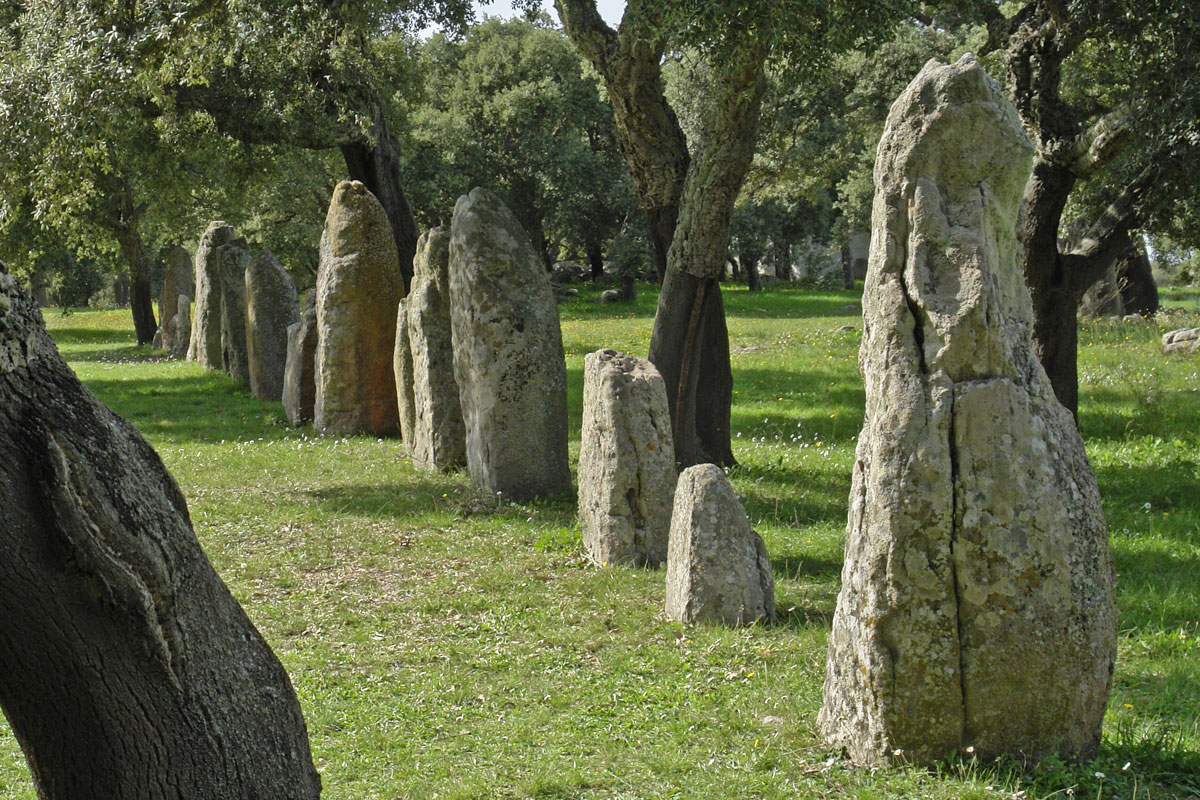
Menhirs de Pranu Muttedu

La història de Sardenya és molt antiga i rica, i comença en el Paleolític inferior. El poblament inicial de l'illa va ser el resultat de moviments humans que es van produir cap al 6000 aC, provinents de la península Itàlica, de la península Ibèrica i d'Àfrica.

## Nom
El testimoni més antic del nom de Sardenya és a l'estela de Nora, famosa perquè conté l'expressió BŠRDNŠ (Be Shardan), considerat una referència al poble sard o a l'illa de Sardenya. Aquest nom es relaciona amb els sherden, un dels pobles de la mar que, es diu, va arribar a Sardenya procedent de la Mediterrània oriental. En grec, l'illa s'anomenava Σαρδώ (Sardó), i, de manera més tardana i ocasional, també es documenten les formes Σαρδωνία, Σαρδανία i Σαρδηνία, que són l'origen del llatí Sardinia.
Existeixen diverses teories respecte l'origen del nom de l'illa. Els antics afirmaven que, originàriament, s'havia anomenat Icnussa (Ἴχνουσσα), derivat de ἴχνος, ikhnos 'petja', i que també havia rebut el nom anàleg de Sandaliotis (derivat de σάνδαλον, 'sandàlia'), d'on derivaria el nom de Σαρδώ. En qualsevol cas, aquesta etimologia fabulosa no passa els filtres de la filologia moderna.
Una teoria més raonable apunta que el nom s'hauria originat a partir d'un cap de l'Àfrica del nord (a l'actual Líbia), anomenat Sardus, presumpte fill d'Hèrcules, de qui es deia que havia establert una colònia al sud de Sardenya. Sardus va ser venerat fins a tal punt que es van aixecar estàtues en el seu honor a l'illa, amb la inscripció «Sardus Pater (it)». Però la hipòtesi més estesa modernament és la que relaciona Sardenya amb els sherden, un dels pobles de la mar que s'haurien unit als fenicis, i d'aquests pobles derivaria el nom de l'illa.

## Prehistòria

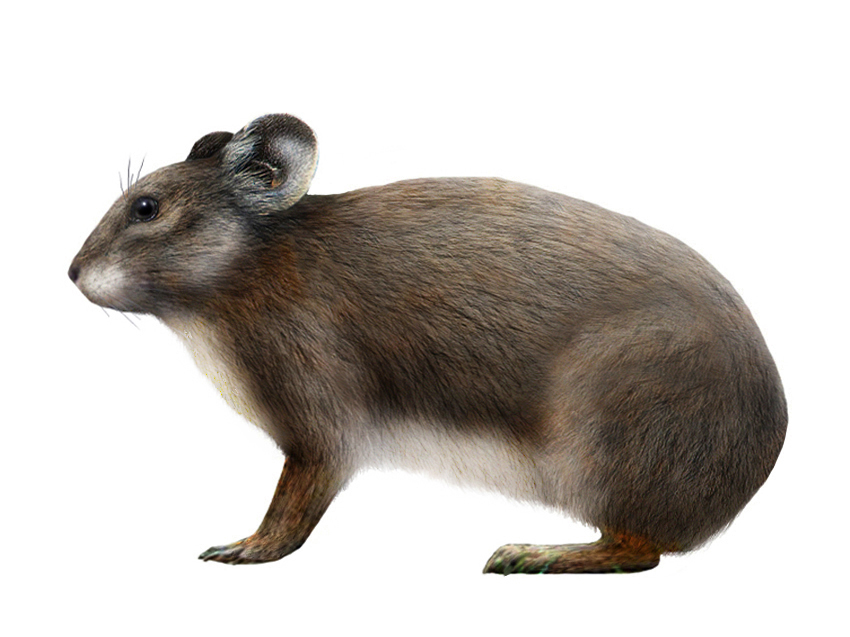
Prolagus sardus (reconstrucció)

Amb el descobriment a Perfugas (província de Sàsser) de cantons rodats tallats pel mètode de lascat, els arqueòlegs van poder determinar la presència humana a Sardenya durant el període del Paleolític inferior (entre el 400000 i el 150000 aC). Les dades varien segons les fonts, la qual cosa s'explica pel fet que «de moment els descobriments són insuficients per proporcionar dades més precises». Altres excavacions a la caverna Corbeddu d'Oliena (província de Nùgoro) van revelar la presència de restes humanes en un estrat pertanyent al Paleolític superior (entre el 35000 aC-10000 aC), si bé els ossos no tenen una datació absoluta i nombrosos investigadors els consideren més recents, atribuïbles al Mesolític o al Neolític. A hores d'ara, les primeres restes humanes testimoniades i acceptades amb consens es remunten poc abans del període mesolític, o sigui, cap al 8000 aC, i provenen dels jaciments de Porto-Leccio i de la cova de Su Coloru (Laerru).
Un dels elements més singulars de la prehistòria de Sardenya és el Prolagus sardus, una espècie de lagomorf que fou la base de la dieta dels pobladors prehistòrics de l'illa fins a la seva completa extinció en època romana.

## Protohistòria
Durant aquest període pot parlar-se definitivament de la instal·lació humana a l'illa, més que d'eventuals freqüentacions. Les hipòtesis sobre el poblament de Sardenya consideren tres possibles orígens per a la gent que el protagonitzà: la península Itàlica, el nord d'Àfrica o la península Ibèrica. Les cultures que es desenvoluparan a Sardenya des del Neolític fins a la difusió dels nurags s'anomenen prenuràgiques.

### Les cultures prenuràgiques
Els primers habitants documentats per a la Sardenya protohistòrica formaven part de la cultura cardial (6000-4000 aC), estesa per tota la conca mediterrània i caracteritzada per decorar la ceràmica incidint-la amb un tipus de petxina anomenat Cardium edulis; per a Sardenya els estudiosos divideixen aquesta cultura en tres fases: Su Carroppu (6000-4700 aC), Grotta Verde (4700-4300 aC) i Filiestru (4300-4000 aC). Posteriorment sorgirà la cultura de Bonu-Ighinu, que durarà fins al c. 3500 aC, quan serà substituïda per la cultura de San Ciriaco (3400-3200 aC). Les seguirà la cultura d'Ozieri, amb una forta difusió arreu de l'illa i lligada a les cultures de les Illes egees, que perviurà fins al 2700 aC.

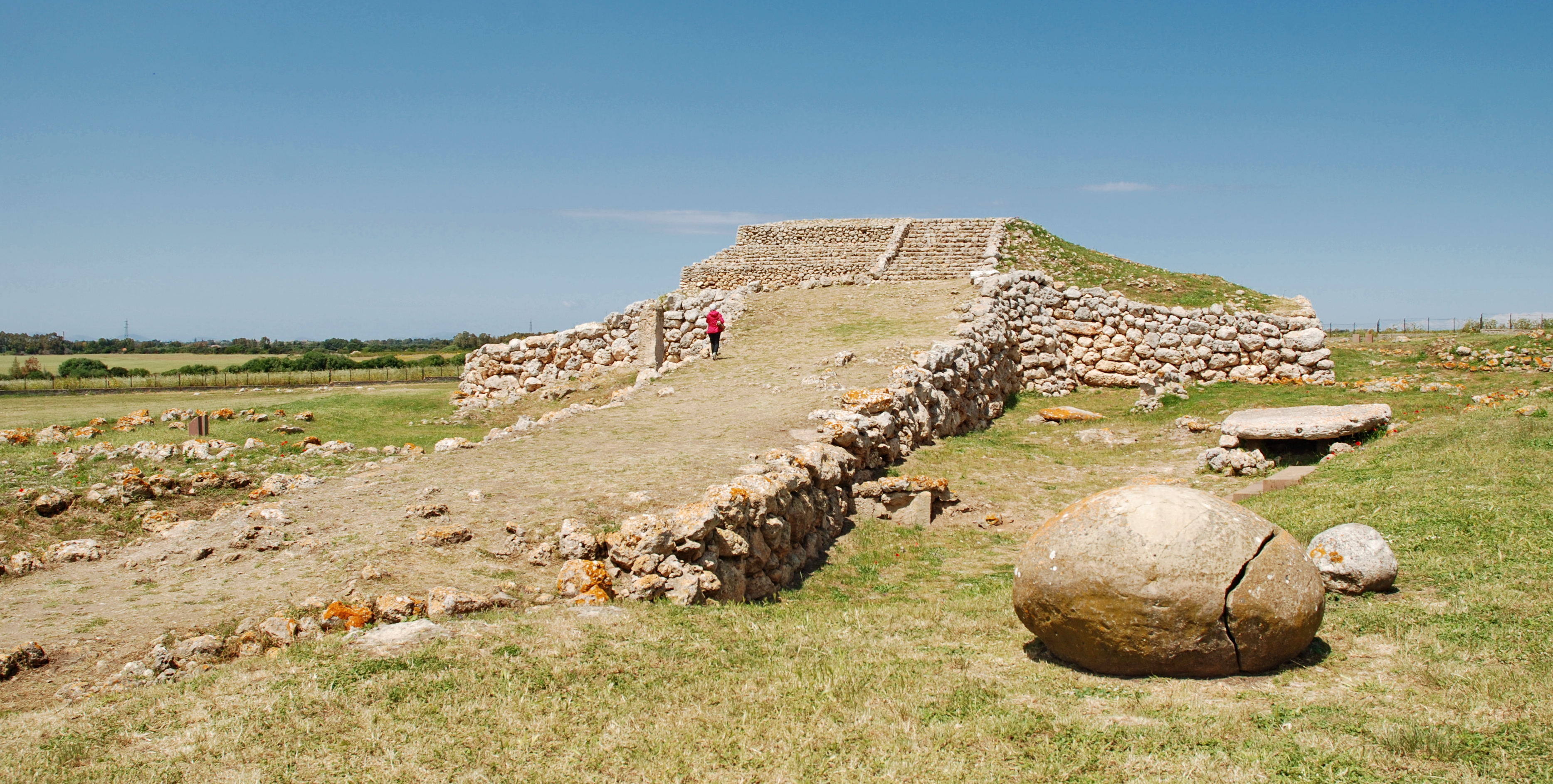
El santuari de Monte d'Accoddi

Les poblacions neolítiques de Sardenya vivien tant en poblats a l'aire lliure com en coves, practicaven l'agricultura i la ramaderia i realitzaven activitats complementàries com la caça, la pesca o el teixit. Utilitzaven instruments de sílex i obsidiana, mineral molt abundant a l'illa que s'extreia al mont Arci i del qual es documenta el comerç ja en època preneolítica. Esculpien estatuetes estilitzades de la Deessa Mare accentuant-ne els pits i malucs. A més, fabricaven ceràmiques de diferents estils i decoracions: treballaren per primer cop el coure i l'argent i edificaren una de les construccions més enigmàtiques del període prenuràgic, el santuari de Monte d'Accoddi, que serà reestructurat diverses vegades en els segles posteriors.
En aquell període es desenvoluparen formes d'arquitectura funerària com les tombe a circolo, presents sobretot a la Gallura i compostes per una cista lítica de forma quadrangular envoltada per un cercle format per lloses ortostàtiques de pedra i assenyalat per menhirs; poc més tard trobem altres tipus de sepultura megalítica com els dòlmens, difusos particularment al centre-nord de l'illa però comuns en bona part de l'Europa occidental i septentrional, a més del Pròxim Orient. Les domus de janas ('cases de fades'), tombes hipogees excavades a la roca i que reproduïen les estructures domèstiques coetànies, són també una forma sepulcral molt característica de l'època. El paviment i les parets de la tomba, així com el cos del difunt, es decoraven amb ocre vermell.
Ja en temps del Calcolític, se succeiran les cultures d'Abealzu-Filigosa (2700-2400 aC), Monte Claro (2400-2100 aC) i del vas campaniforme (2100-1800 aC), aquesta darrera potser d'origen extern i importada probablement per petits grups ètnics que haurien arribat, en diverses onades, des del continent (França, península Ibèrica, centre d'Europa). La metal·lúrgia del coure tingué un posterior desenvolupament amb la consegüent difusió de les armes (punyals), que a partir d'aquest moment apareixeran freqüentment tant en les sepultures com en l'art figuratiu, tal com trobem a les esteles del Sarcidano i els territoris contigus. Les grans muralles megalítiques que defenien els assentaments, com en el cas del complex de Monte Baranta, testimonien el clima de major inseguretat en què vivien les poblacions de Sardenya als inics de l'edat dels metalls.

### La civilització nuràgica
A partir de la cultura Bonnanaro (1800-1600 aC), emparentada amb la precedent cultura del vas campaniforme, i amb el substrat de les cultures prenuràgiques anteriors, neix la civilització nuràgica. A l'inici d'aquesta fase trobem la irrupció dels protonurags o nurags de corredor -se'n coneixen 500 arreu de l'illa- caracteritzats per una planimetria irregular, una grossària de murs notable i un o més corredors que podien connectar amb petites cel·les secundàries; la manca d'espai en aquestes construccions quedaria compensada per l'existència d'una plataforma superior on podria haver-hi espais d'habitació més funcionals i coberts. A banda, els dòlmens de galeria (o allée couvertes) del període prenuràgic es transformen en les tombes de gegants, un tipus de sepulcre format per una exedra frontal on s'obria una llarga cambra decreixent de fons absidal i coberta per un túmul allargat. A més, es difonen els instruments en bronze i els punyals evolucionen fins a les primeres espases, com les que trobem a l'hipogeu de Sant'Iroxi (Decimoputzu).

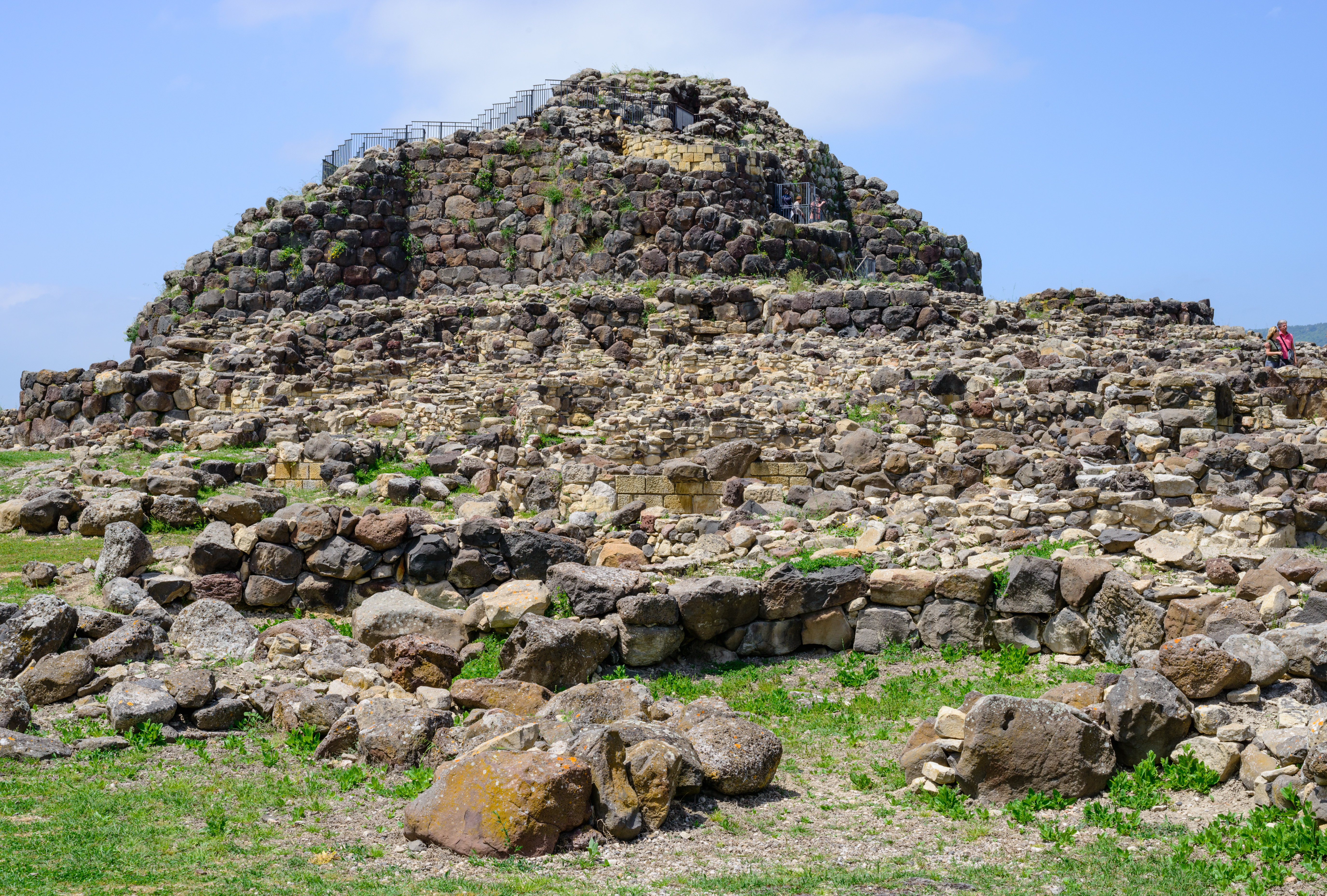
Su Nuraxi de Barumini

Cap al 1500 aC s'han consolidat els nurags a tholos, forma evolucionada dels protonurags i inicialment de tipus monotorre, que amb el pas dels segles es tornaran cada cop més complexos, fins al punt d'adquirir un aspecte de veritables fortaleses amb nombroses torres al voltant d'un cos central (n'és un exemple Su Nuraxi de Barumini). El nurag (sard: nuraghe) és l'element més característic del paisatge de Sardenya -n'hi ha uns 7.000 per tot l'illa- i tindria una gran força simbòlica ja en el passat. Tot i que el debat sobre la seva funció continua obert (defensiva, d'hàbitat o ritual), hi ha consens en la idea que el nurag seria el centre de la vida social de les comunitats nuràgiques, que desenvoluparien els poblats de cabanes circulars a l'entorn d'aquesta estructura. Segons alguns estudiosos, l'alta densitat de nurags s'explicaria per una demografia molt alta -d'entre 245.000 a 400.000 o 600.000 habitants- que no es tornaria a veure a Sardenya fins al s. XV dC.
La societat nuràgica estaria formada per constructors, pastors, agricultors, pescadors i metal·lúrgics que es subdividiren en petits nuclis tribals. Els coneixements arqueològics actuals sostenen que es tractaria d'una societat àgrafa que parlaria una llengua preindoeuropea, anomenada paleosard. Gràcies a les noves troballes arqueològiques es fa cada cop més evident que els nuràgics coneixien l'art de la navegació, que els permetria de desplaçar-se per tot el Mediterrani i mantenir contactes amb les poblacions micèniques, cretenques, xipriotes, etrusques i tartèssiques. Així, s'han trobat ceràmiques nuràgiques en contextos de l'edat del bronze mitjà i final de l'Egeu, Creta, Xipre i Sicília, mentre que pels inicis de l'edat del ferro s'atribueixen algunes ceràmiques trobades a les costes ibèriques i tirrèniques. Aquestes ceràmiques no eren productes per a l'exportació o el comerç, sinó que es tractava sobretot de vasos comuns, petites àmfores i olletes d'ús quotidià per part de mariners i comerciants nuràgics; les gerres askoides, amb coll fi, cos globular i sovint decorades, es consideren els contenidors nuràgics més refinats i s'associarien al vi sard i la seva exportació. Al mateix temps, arribarien a Sardenya perles de vidre, ceràmica, ivori i llingots de coure en forma de pell de bou (oxhide ingots) procedents del Mediterrani oriental.

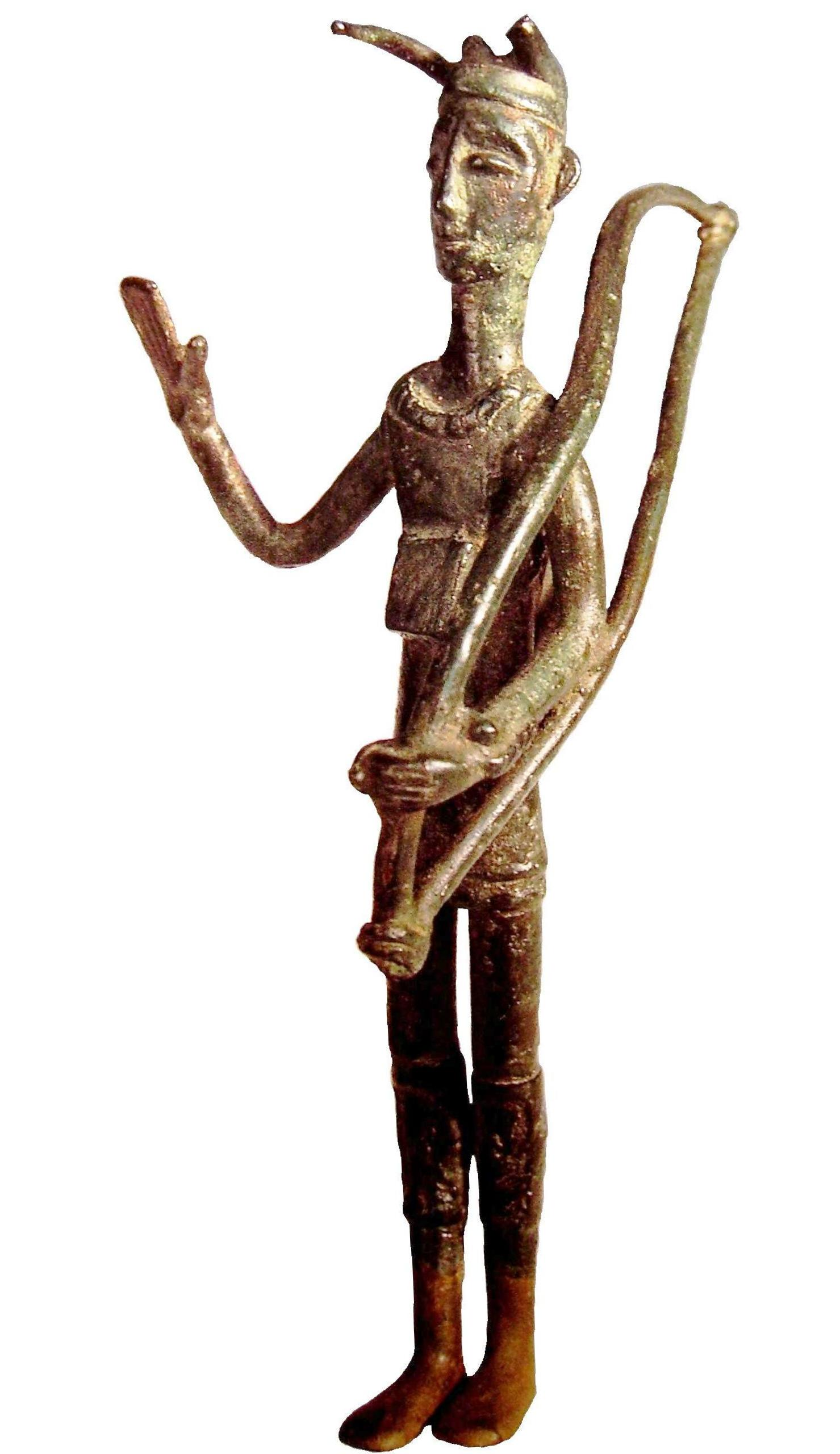
Estatueta de bronze nuràgica que representa un arquer (Museo Archeologico Nazionale di Cagliari)

Els pous sagrats i els petits temples a megaron són les estructures religioses més importants d'aquesta civilització. Si bé no coneixem les divinitats nuràgiques, sembla que el culte a les aigües i als avantpassats divinitzats tindria un rol principal en la seva religió. Entre les produccions artístiques més rellevants de la civilització nuràgica trobem els gegants de Mont'e Prama, un conjunt escultòric associat a una necròpoli, i les nombroses estatuetes de bronze realitzades amb la tècnica de la cera perduda que representaren tant personatges reals com imaginaris.
Alguns estudiosos (Ugas) defensen la hipòtesi que els Shardana, un dels Pobles del Mar que provocaren el col·lapse del Mediterrani oriental al s. XII aC, s'haurien d'associar a la civilització nuràgica. A favor d'aquesta teoria tenim la similitud entre el suposat etnònim Sherden i el topònim Sardinia o la semblança entre les representacions dels guerrers Shardana en els relleus egipcis de Medinet Habu i les figuretes de bronze nuràgiques. Per contra, no hi ha evidències arqueològiques que demostrin un possible origen nuràgic per als Shardana ni la possibilitat que aquest poble s'instal·lés a Sardenya després dels seus atacs a la costa egípcia i llevantina. Així, en termes generals, el món acadèmic es mostra escèptic respecte a la vinculació entre els Shardana i la civilització nuràgica.
Entre els s. X-IX aC es deixaran de construir nurags i alguns dels ja existents adquiriran una funció religiosa. Amb la fundació de les noves colònies fenícies a la costa sud-occidental de Sardenya, a partir del s. VIII aC, algunes societats nuràgiques s'hi relacionaran fins a mesclar-se, mentre d'altres els serien hostils. L'ocupació cartaginesa de l'illa (al s. VI aC) també provocarà conflictes armats amb els nuràgics. Posteriorment, amb la conquesta romana iniciada al 238 aC, les tribus nuràgiques resistiran l'invasor fins al punt d'acabar per recloure's, en alguns casos, a les regions internes de Sardenya.

## Edat antiga
Atès que no hi ha proves concloents de l'existència d'un sistema d'escriptura nuràgic, cal situar l'aparició de l'escriptura a Sardenya a partir de l'arribada dels fenicis. Aquesta aportació fa que la cultura de l'illa passi de l'època protohistòrica a la històrica. L'antiguitat a Sardenya comença amb la fundació de les primeres colònies fenícies, context en el qual cal situar l'(italià), famosa per l'expressió BŠRDNŠ (Be Shardan), en llengua fenícia, que es tractaria de la primera menció escrita del nom de l'illa. Posteriorment, l'illa fou també conquerida i dominada pels cartaginesos, i les societats nuràgiques decaigueren. Durant aquest període, els sards iniciarien la producció d'oli d'oliva, la pràctica de l'apicultura i el quallat de la llet d'ovella.
Pel que fa als relats mítics, els grecs afirmaven que Sardenya (llavors dita Icnussa) era una illa deserta, i que el primer a habitar-hi i fer-la fèrtil va ser Aristeu, fundant una colònia a Càralis. A continuació, l'illa, ja habitable, rebé un nom nou, Σαρδώ, procedent d'un fill d'Hèracles, Sardó, i l'illa començà a ser poblada per diverses nacions: els ibers sota Nòrax, els tespíades capitanejats per Iolau (avantpassats dels ioleus, per la semblança del nom), i llavors altres grecs (cadmeus, etolis, locris) i bàrbars (libis procedents d'Àfrica). Més tard, arribaren troians que fugien de la destrucció de la ciutat, i s'establiren al sud de l'illa (aquest seria l'origen dels iliencs, procedents d'Ílion). Finalment, els grecs no comptaven els púnics com un poble més arribat per civilitzar l'illa, sinó com a desoladors de la terra.

### Assentament fenici

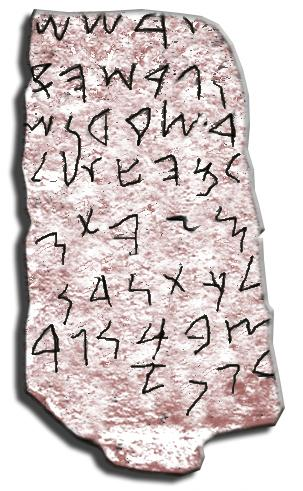
L'estela de Nora

Si bé ja al segle xi aC es podrien haver produït els primers contactes entre comerciants orientals i les poblacions nuràgiques, cal situar l'arribada dels fenicis a Sardenya a la primera meitat del segle viii aC. La posició estratègica de l'illa al centre de la Mediterrània suposava una escala ideal per a les missions comercials fenícies, que, procedents de l'actual Líban, es dirigien cap a les Illes Britàniques travessant el nord d'Àfrica i el sud de la península Ibèrica. Així, de manera gradual, es començaren a establir petits grups de mercaders fenicis en poblacions permanents a la costa, sobretot al sud i a l'oest de l'illa, amb el consentiment de les tribus locals, que es beneficiaren dels mercats i productes de les seves rutes comercials. De fet, és probable que en els primers assentaments fenicis de Sardenya també s'hi establissin indígenes nuràgics: sorgiren així els primers aglomerats urbans i una societat mixta. A mitjans del segle vii aC es produeix una segona onada colonitzadora causada, per la definitiva conquesta assíria de Fenícia (en), que es caracteritza per l'arribada d'un nombre més gran de pobladors; a jutjar pels objectes quotidians i els seus aixovars funeraris, es tractaria de gent d'extracció més modesta que els primers colons. Els principals enclavaments fenicis a l'illa foren Càralis, Sulcos, Tarros, Nora i Bítia (en), si bé es coneixen també altres centres més petits, com Òtoca (de), Bosa, Neàpolis i Òlbia mateixa.
La ruptura dels contactes amb les metròpolis, sotmeses per l'Imperi assiri, i l'augment de població, provocaren canvis en l'economia dels assentaments fenicis a Sardenya, que s'orienten cada vegada més cap al control i explotació dels recursos del territori. Això comportà una extensió major de sòls dedicats a l'agricultura, prèvia deforestació, així com un increment de la ramaderia; la pesca de la tonyina i l'aprofitament de les salines complementaren les activitats de producció. Les mines encara romangueren sota domini de les diverses poblacions nuràgiques, fet pel qual l'extracció de minerals tingué una importància menor. Pel que fa a la porpra, element característic del comerç fenici, no s'ha trobat encara en les colònies de Sardenya les estructures on es produiria. Entre els segles viii-vii aC, el comerç de vi cap al món etrusc i de la vaixella associada esdevingué també una activitat econòmica rellevant. Si bé hi degué haver societats nuràgiques que es relacionaren més intensament amb les colònies fenícies, fins al punt de mesclar-s'hi, és probable que les pretensions dels fenicis a explotar més extensament els recursos del territori acabàs per provocar tensions i conflictes amb la població indígena.

### Dominació cartaginesa

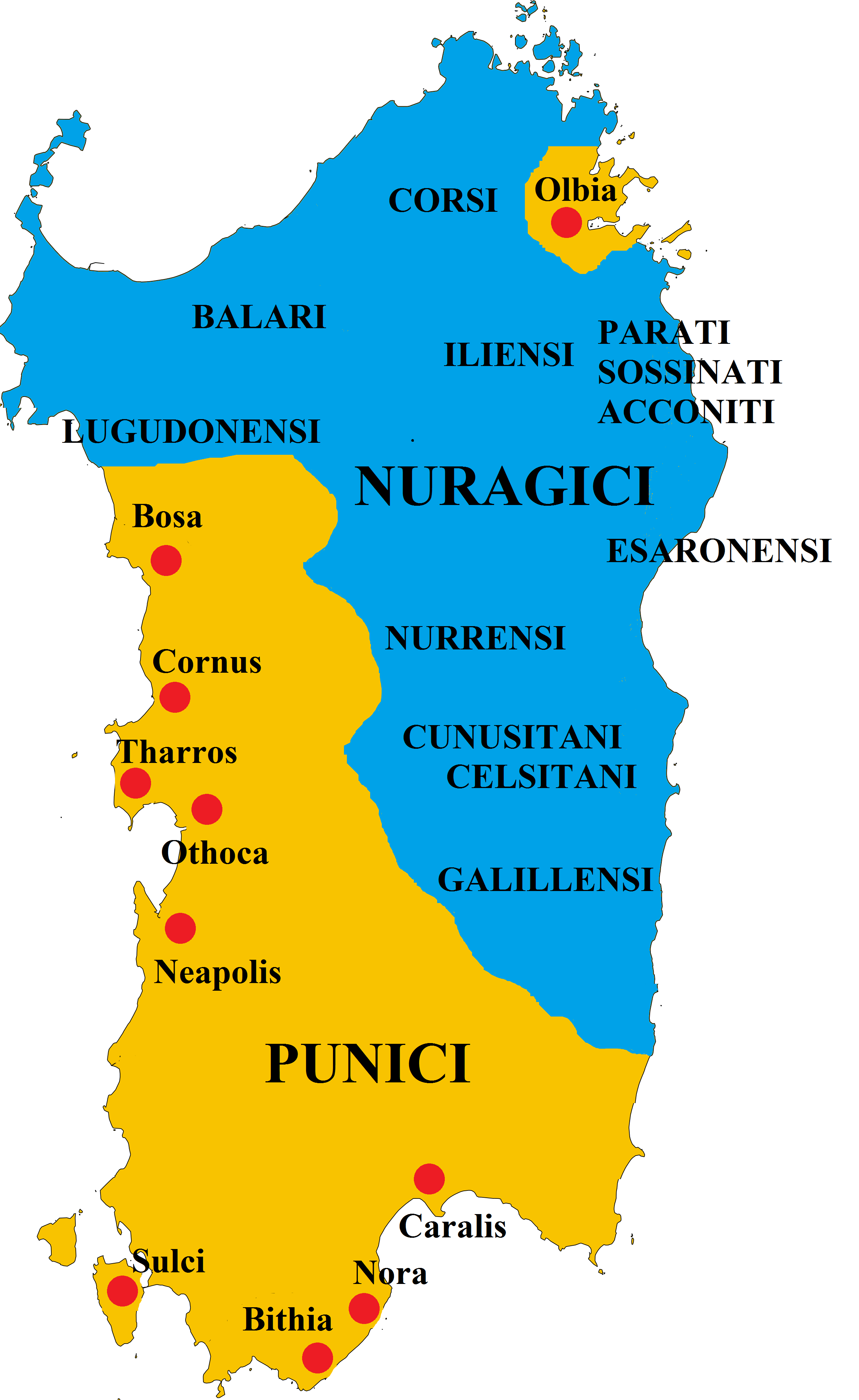
En groc, els territoris dominats per Cartago

Malgrat l'afinitat cultural amb la ciutat nord-africana de Cartago, fundada per colons procedents de Tir entre els cap al 800 aC, les colònies fenícies de Sardenya no col·laboraren en la conquesta cartaginesa de l'illa. Després de la presa de la part occidental de Sicília (cap al 550 aC), Cartago orienta la seva expansió cap a Sardenya, interessada en els seus recursos miners i agrícoles. Així, entorn de l'any 540 aC, el general cartaginès Malc va desembarcar amb els seus exèrcits per conquerir l'illa però va ser derrotat, probablement per una coalició entre colònies fenícies i les poblacions nuràgiques que habitaven en les riques planes del Campidano. Després de la victòria d'una flota cartaginesa i etrusca sobre els grecs de Focea davant les costes d'Alàlia (Còrsega) el 535 aC, Cartago reprèn els plans de conquesta de Sardenya. El 525 aC, els exèrcits cartaginesos dirigits per Hasdrúbal i Hamílcar desembarquen a l'illa per conquerir-la: aconseguiren doblegar la forta resistència que hi trobaren, i ocuparen bona part de la Sardenya sud-occidental. Al tractat del 509 aC entre Cartago i la flamant República de Roma, Sardenya apareix ja com un territori sota domini cartaginès, on els romans tenien prohibit atracar llevat de casos forçosos, com en el cas d'una batalla naval o per una tempesta.
D'aquesta manera, els cartaginesos blindaren el domini polític i comercial de l'illa, que durant tot el segle vi aC havia tengut temptatives de rebre colònies gregues: quan els perses conqueriren la Jònia (en) a partir del 546 aC, els habitants de Teos i Focea consideraren traslladar-se a Sardenya (i els foceus acabaren per traslladar-se, temporalment, a Còrsega), i també es diu que s'hi volgueren traslladar els messenis, durant la Segona guerra messènica. D'altra banda, Histieu, tirà de Milet, va prometre al rei de Pèrsia conquerir Sardenya per afegir-la als seus dominis, però seguiren desavinences entre els dos i, finalment, Histieu es revoltà (499 aC).
El centre i el nord de l'illa, val a dir, romangué en mans indígenes, i es configurà així una frontera que trobava els límits a l'actual Macumère. Les fonts literàries antigues assenyalen una gran revolta de les poblacions nuràgiques contra el domini cartaginès l'any 368 aC; si bé no hi ha notícies posteriors sobre els fets, és probable que l'illa ja fos pacificada al 348 aC, any en què Cartago referma la seva possessió de l'illa en un tractat amb Roma.

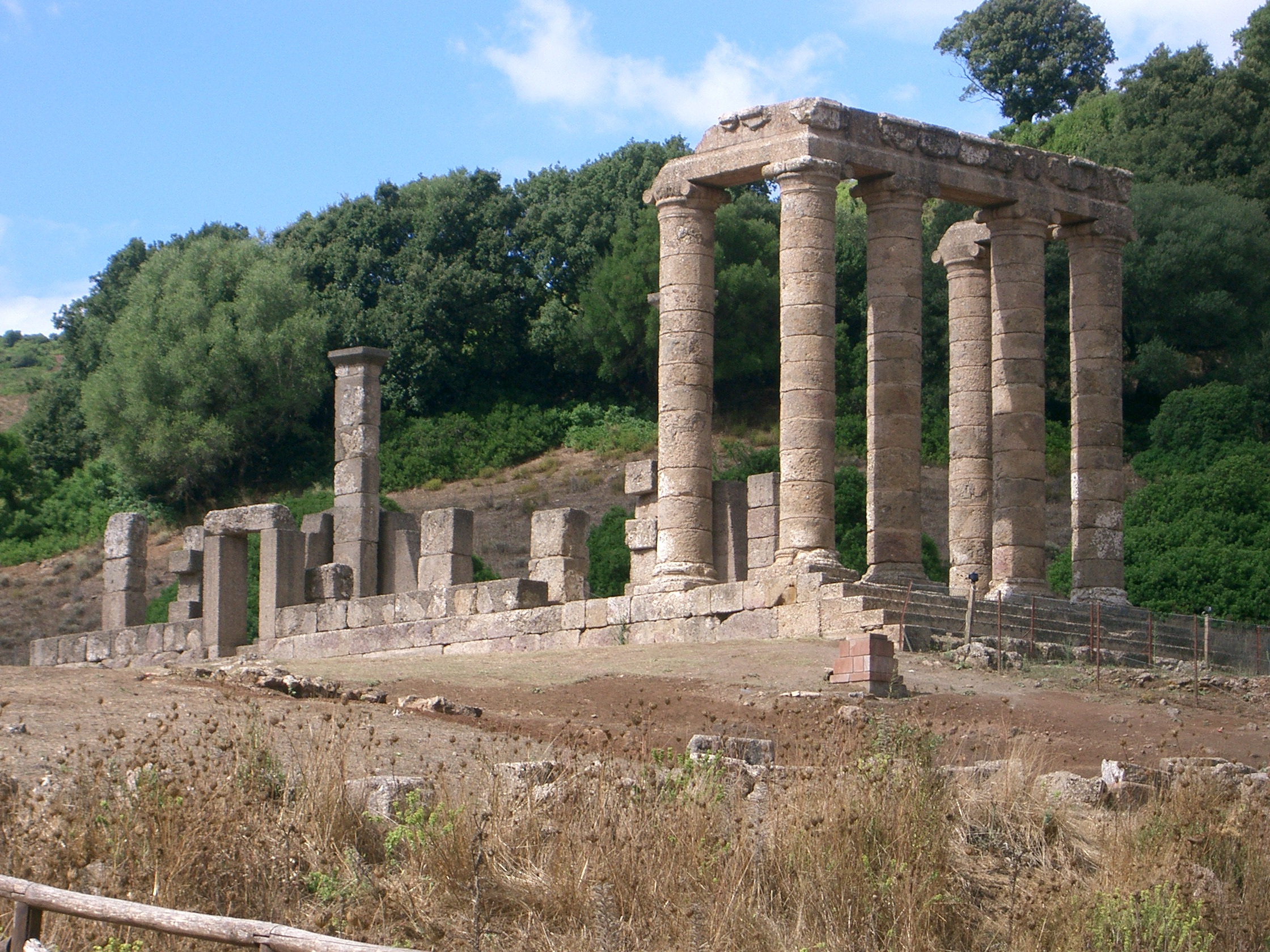
El temple d'Antas

El domini cartaginès sobre Sardenya comportà canvis significatius en relació amb l'etapa anterior. D'una banda, es desenvolupa una agricultura eminentment cerealista i de caràcter latifundista, per a la qual es creen nous assentaments dedicats especialment a les activitats agrícoles. S'emprèn també una política adreçada a l'explotació de les mines d'argent i estany de la regió de Sulcos. Els centres urbans van créixer, i les colònies fenícies de Tarros, Càralis i Sulcos es consolidaren, com també Òlbia: esdevingueren importants ciutats portuàries. Aquesta ocupació de caràcter més capil·lar del territori afavorí la construcció de santuaris campestres, com el temple d'Antas (it) (Fluminimaggiore), dedicats a les divinitats púniques i vora els llocs de culte de les poblacions nuràgiques. Un altre canvi que es produeix durant l'etapa del domini cartaginès implica les tendències en els rituals funeraris, que passen generalment de la incineració a la inhumació, pròpia dels habitants de Cartago. Les restes més importants per al període feniciopúnic de Sardenya es troben a l'extensa necròpoli del coll de Tuvixeddu (Càralis) i al gran tofet de la ciutat de Sulcos.
L'any 259 aC, durant la Primera Guerra Púnica, el cònsol Luci Corneli Escipió conquerí Alàlia i es disposà a ocupar Sardenya, i l'any següent el cònsol Gai Sulpici Patèrcul derrotà els cartaginesos a Sulcos, però no reeixí a controlar l'illa. La fi del conflicte se saldà amb la derrota de Cartago i la cessió de Sicília a Roma, però Sardenya romangué sota domini cartaginès. L'any 238 aC, amb el pretext d'un suposat pla cartaginès per envair el Laci, els exèrcits romans aprofitaren la debilitat de Cartago i una revolta de mercenaris cartaginesos a Sardenya per finalitzar el domini púnic de l'illa en l'anomenada Guerra dels mercenaris. No obstant això, la victòria no comportà el domini efectiu de l'illa, que encara romania en els pobles indígenes.

### Dominació romana
Els romans van haver de fer diverses campanyes per dominar l'illa. El 235 aC, el cònsol Manli Torquat va aconseguir dominar bona part de l'illa, però els cònsols següents tornaven a combatre contra els sards. El 233 aC la conquista es va considerar completa, però, de fet, les tribus de l'interior restaven independents. L'illa es va integrar com a província (més tard s'hi afegiria Còrsega), que era governada per un pretor. Entre els més destacats dels pretors de Sardenya hi hauria Cató el Vell (198 aC), Quint Antoni Balb (abans del 82 aC), Marc Aci Balb (abans del 59 aC) i Marc Emili Escaure (55 aC).
El període romà a Sardenya començà amb una gran inestabilitat. L'any 215 aC, mentre Hanníbal Barca envaïa la península Itàlica, el cabdill sardopúnic Hampsícoras s'alià amb les poblacions nuràgiques de l'interior i dirigí la resistència antiromana, però ell i el seu fill Hiost foren derrotats a la batalla de Cornus pel mateix Manli Torquat que havia conquerit l'illa vint anys enrere. Durant molt de temps la dominació romana fou amenaçada per la difícil convivència amb els nuràgics. Gradualment s'aconseguí una certa integració, si bé les revoltes foren constants, particularment les dels bàlars i els iliencs, derrotats el 177 aC pel cònsol Semproni Grac i el 114 aC pel procònsol Cecili Metel. A partir del segle i aC, no consten més sublevacions de tribus locals, per bé que l'illa no seria pacificada fins a l'època imperial, si bé la regió interior i muntanyenca de la Barbagia (llatí: Barbaria) encara mantendria la resistència, restant sovint fora del control romà directe.
Durant les guerres civils romanes, Juli Cèsar va visitar l'illa el 46 aC i va castigar a la ciutat de Sulcos pel suport a Nasidi, almirall de Pompeu, mentre que Càralis fou premiada per haver fet fora Marc Aureli Cota (ru), el governador nomenat per Pompeu. Més tard, Menodor, lloctinent de Sext Pompeu, ocupà l'illa, i Pompeu la va controlar en virtut del tractat de Misè (en) (39 aC), fins que va ser derrotat tres anys més tard.

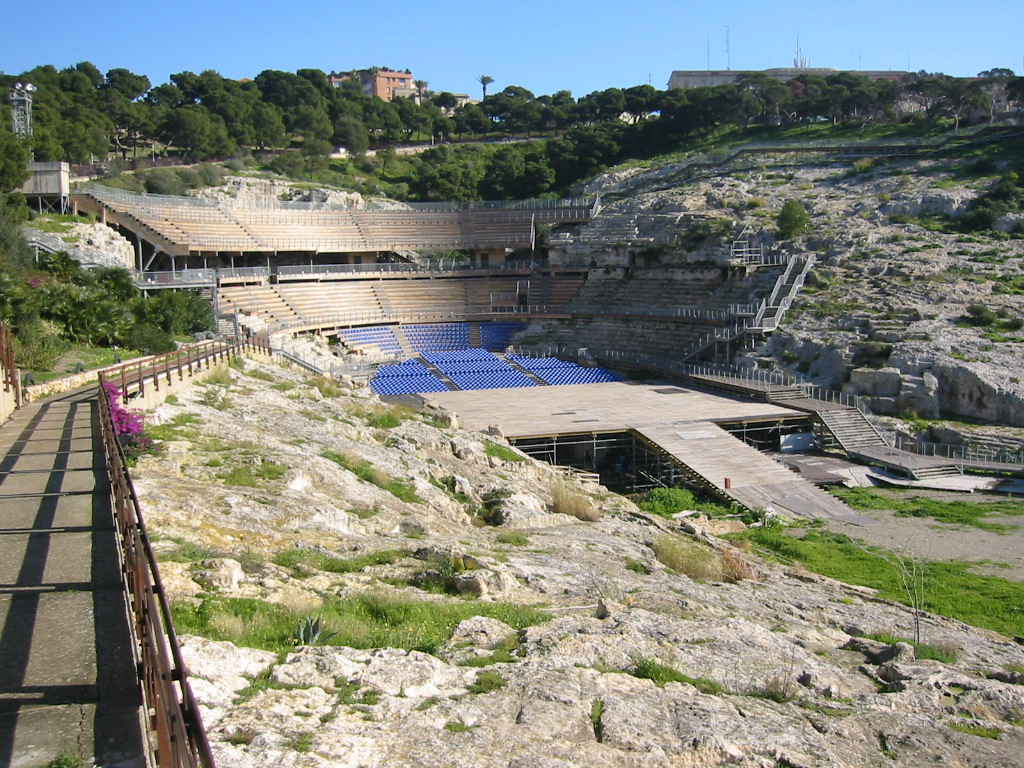
Amfiteatre romà de Càller

Els centres més importants de l'illa es romanitzaren aviat, i Càlaris esdevingué la capital de la nova província romana de Sardenya. Al nord de Sardenya, els romans fundaren el port de Torre de Libisó, actual Porto Torres, i feren créixer la petita ciutat d'Òlbia, ara primordial per a la connexió amb Itàlia. Roma va desenvolupar una xarxa de carreteres organitzada que facilitava el desplaçament de les tropes i dels comerciants i permetia la comunicació entre els centres septentrionals i meridionals; al mig, s'hi fundà Fòrum de Trajà (l'actual Fordongianus), que esdevingué el principal centre militar de l'illa i que, al segle i, fou dotat d'un complex termal. Els romans van aprofitar abundantment els recursos de Sardenya, que va arribar a ser un dels graners de l'imperi, juntament amb Sicília i Egipte, a causa de les seves abundants collites de blat d'alta qualitat. Es van construir amfiteatres, i posteriorment la religió cristiana es va difondre a Sardenya a causa de l'arribada de 4.000 jueus i cristians exiliats, dissidents del culte imperial. Quan l'imperi es va afeblir, la presència de tropes romanes va començar a declinar. Malgrat la resistència indígena dels primers segles, el llarg període de dominació comportarà la romanització de la població; l'herència cultural més important d'aquest període és la llengua sarda, pertanyent a la família neollatina i composta per diversos dialectes.

## Antiguitat tardana

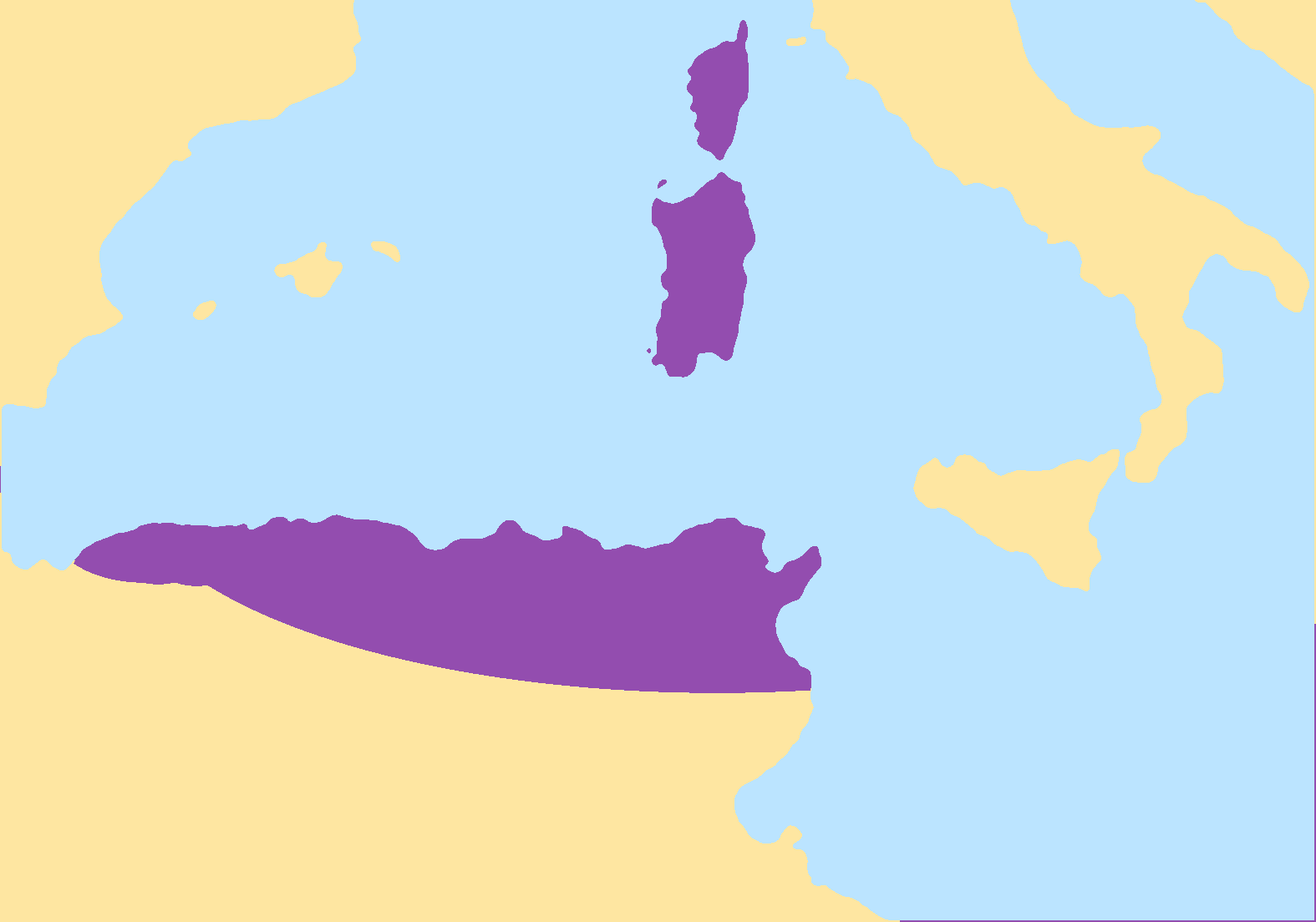
Emplaçament aproximat del Regne Vàndal d'Àfrica cap a l'any

A mig camí entre l'antiguitat i l'edat mitjana, l'antiguitat tardana és un període que es caracteritza per l'assentament de les bases d'allò que esdevendrà el feudalisme. Sardenya, però, fou durant un llarg temps una excepció, i la seva societat es va regir per un govern de senyorius. La data que marca el final de l'antiguitat, el 476 dC, no serveix per perioditzar la història de Sardenya, atès que feia vint anys que l'illa deixat de fer part dels dominis romans.

### Dominació vàndala

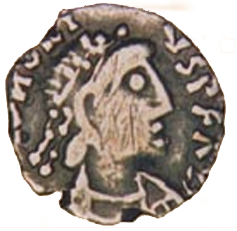
Moneda vàndala trobada a Sardenya

Els vàndals eren un poble d'origen germànic que havia migrat cap al sud de les seves terres originals durant tot el segle v. Van envair successivament la Gàl·lia, Hispània, i finalment el nord d'Àfrica, on es van establir, prenent Cartago el 439. El Regne Vàndal va mantenir un conflicte permanent amb l'Imperi Romà pel control del Mediterrani. Però l'imperi es trobava en una fase decadent i el 442 es va establir un tractat en el qual el territori de les antigues províncies romanes d'Àfrica es dividiria entre romans i vàndals. Amb la força que havia cobrat, el Regne Vàndal va poder desembarcar i ocupar Sardenya el 459 dC, gràcies al desenvolupament d'una flota de guerra que va poder realitzar atacs ràpids i constants a les posicions romanes de l'illa. Finalment, Roma va deixar l'illa desemparada, i així, Sardenya va passar a ser un botí de capitans vàndals, que van regnar com a governants absoluts. Els romans van tractar de recuperar aquest territori estratègic en diverses ocasions i per això «van tractar de promoure una rebel·lió sarda». El general Marcel·lí la va conquerir cap al 470, però el domini no va ser efectiu i els vàndals la varen recuperar.
Sardenya va romandre com una terra d'exili en aquesta època. Per exemple, Fulgenci de Ruspe va ser exiliat a l'illa el 523 per haver escrit les seves Cartes ascètiques i morals.

Les conquestes de Justinià, en groc fosc

### Imperi romà d'Orient i incursions sarraïnes
El 534 dC, després d'haver assegurat les seves fronteres, l'Imperi Romà d'Orient es va apoderar del Regne Vàndal gràcies a les reeixides campanyes de Belisari i el seu lloctinent Ciril. La recuperació de Sardenya va permetre a Constantinoble d'emprendre la conquesta d'Itàlia, a partir del 535 dC.
El 551 fou ocupada per Tòtila, però a la seva mort la va recuperar Narses.
La dada més rellevant de la dominació romana d'Orient és la conversió completa dels sards al cristianisme. Només els habitants de Barbària van conservar les antigues creences i costums. Mentrestant, en tot el territori es va observar la construcció de temples basada en el model de Santa Sofia de Constantinoble. D'aquesta manera, s'introdueixen a l'illa els ritus litúrgics romans d'Orient.

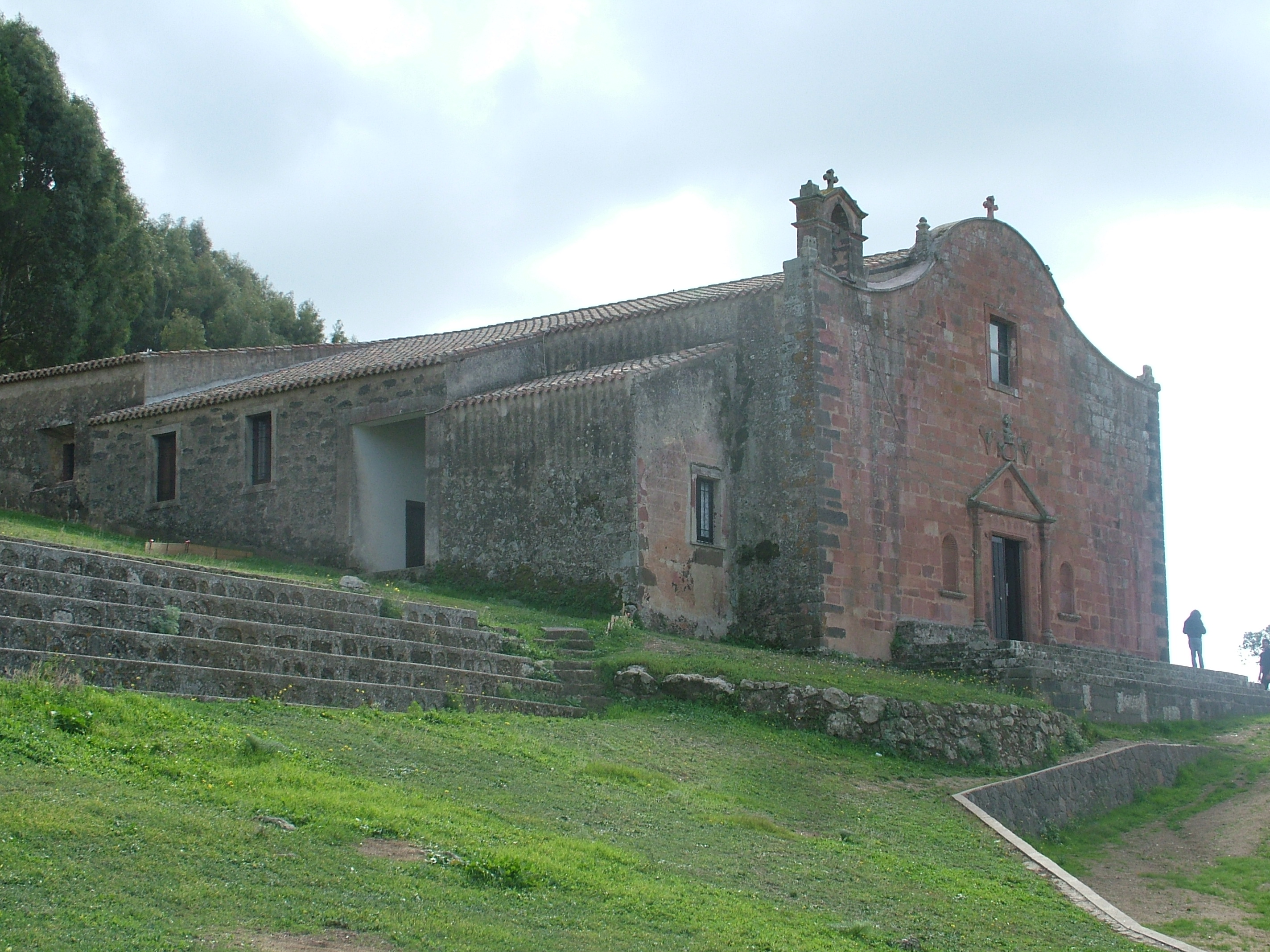
Temple de Sant Constantí, a Sedilo

D'altra banda, encara en l'actualitat es realitza a Sedilo la cavalcada anomenada «de s'Ardia», que evoca les carreres dels hipòdroms de l'Imperi Romà d'Orient. A poc a poc, la cultura romana d'Orient va exercir la seva influència en la cultura i, en particular, en l'art insular.

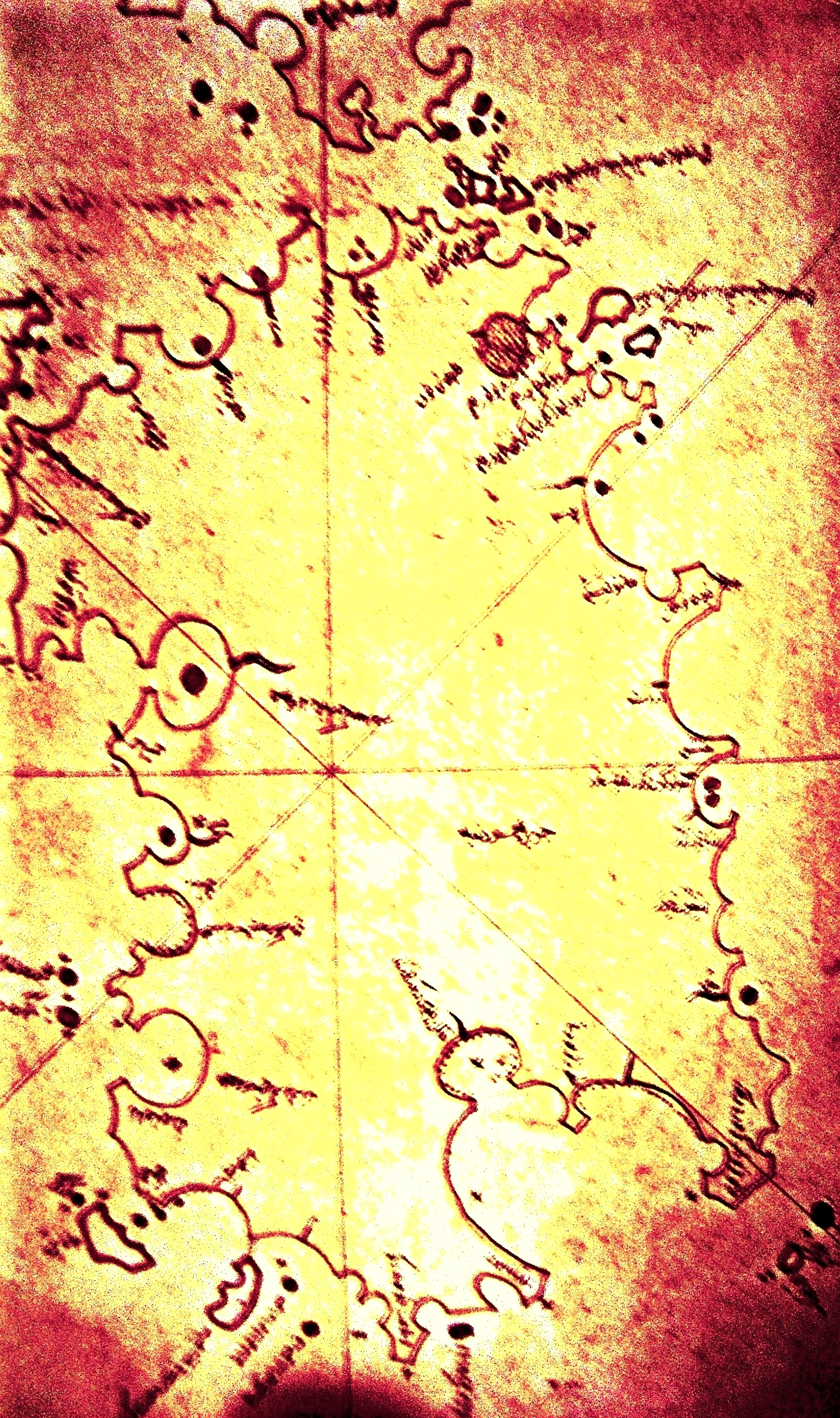
Mapa medieval àrab de Sardenya

Sardenya va formar part de la prefectura d'Àfrica. A Càller residia un cap civil, i un cap militar vivia al Forum Traiani Fordongianus, un lloc fortificat amb muralla que des del temps dels romans servia per a contenir els habitants de la Barbària. Al llarg d'aquesta frontera es troben fortaleses com les d'Augustis Austis, Samugheo, Valentia Nuragus i Armungia. La població sarda va ser sotmesa a una pesada càrrega fiscal, i als impostos tradicionals es van afegir els suffragia, contribucions addicionals amb les quals els oficials intentaven recuperar les sumes gastades a obtenir el seu lloc.
Durant el període iconoclasta de la història romana d'Orient, al llarg del segle viii, l'imperi va entrar en crisi i els àrabs van prendre gradualment el control del Mediterrani. Com que Sardenya ja no comptava amb la protecció de Constantinoble, els seus habitants es van veure obligats a organitzar per si sols la defensa contra els invasors àrabs, el 27 d'octubre de l'any 710. Encara que van romandre durant gairebé setanta anys en posició de dominació, els àrabs van haver d'afrontar el 778 una rebel·lió popular que els va expulsar ràpidament de l'illa. Una de nova i el darrer intent de conquesta àrab va fracassar el 821.
Romanen poques restes de la presència musulmana: una inscripció d'una tal Miriam bint Atiyya al-Sarradj, morta el 1077, trobada a Assemini, al nord de Càller; una inscripció al palau del virrei d'una data similar; i una inscripció a Òlbia on s'esmenta a un Mustafà Muhàmmad al-M... (resta il·legible). En tot cas totes les inscripcions són posteriors al 1070, data vers la qual la presència dels àrabs es va acabar. S'han trobat denou monedes, de les quals onze són del període entre 700 i 778. Pel que fa a la toponímia, ha deixat poc rastre: es diu que l'Alguer podria derivar d'un mot àrab, que vol dir 'gruta' o 'cova', fet suportat en el fet que prop de la ciutat hi ha la cova de Neptuni; altres possibles noms d'origen àrab podrien ser Arbatax (localment Arbatash), que vol dir 'catorze' en dialecte del Magreb, i Assemini, que podria ser el terme àrab per 'vuitè' (hi ha toponims que van de «Quinto» a «Dècimo». Els historiadors pensen que la zona de Càller va estar ocupada la primera meitat del segle viii, i la resta foren incursions concretes amb algun intent de colonització aïllat entre el segle viii i el x.

## Edat mitjana

### Els Jutjats

Els quatre Jutjats sards

No es coneix amb precisió la data de creació dels jutjats (en sard zudicados, en italià giudicati), que van ser quatre regions autònomes, però la seva existència es troba plenament comprovada l'any 851, encara que és possible que el seu naixement sigui anterior a aquesta data. Cada jutjat (Logudor, Gallura, Arborea i Càller) va ser governat per reis o judiches ('jutges' en la traducció literal), que eren triats pel parlament sard anomenat Corona de Logu. L'origen dels jutjats es troba en el domini local de diferents dinasties indígenes.
Els jutjats tenien un territori o logu, dividit en diverses curatorie dirigides pels curatore (autoritats, principalment judicials), i comprenien nombroses poblacions anomenades ville. Els curatores eren els encarregats de designar el maiore (batlle) o cap del poble. Els jutjats estaven dividits en districtes administratius, electorals i jurisdiccionals anomenats curadorias o curatorias (curadories) dirigits per un curatore el nomenament del qual havia de ser aprovat pel jutge. El curatore era un funcionari del jutjat, i el seu mandat tenia un límit fix de temps; tenia autoritat sobre les percepcions fiscals, sobre l'acció judicial penal i civil, sobre els òrgans de policia i sobre el reclutament militar.
La grandària dels districtes depenia de la població que hi habitava, que havia de ser aproximadament igual que la dels altres districtes. Per tant, va haver-hi moviments limítrofs a causa del canvi en les taxes de creixement demogràfic. Les persones lliures de cada curatoria es reunien periòdicament en assemblea per triar el seu representant a la Corona de Logu. Els petits nuclis de població o llogarets, les sa biddas, sumaven 900 i fins i tot 1.300, però el seu nombre es va reduir a uns 380 a causa de la pesta, la guerra i la repressió de la corona d'Aragó després de la conquesta de l'illa. El de Sardenya era un sistema administratiu molt arrelat i extremadament eficaç per governar el territori, però va desaparèixer gradualment durant el segle XIV i sobretot durant el segle xv per la imposició del sistema feudal catalanoaragonès. Durant el període dels jutjats es va desenvolupar la llengua sarda, que es va constituir com l'idioma més parlat a l'illa. L'Església romana d'Orient ortodoxa va ser reemplaçada pel catolicisme mitjançant la intervenció del papa Gregori I. Aquesta religió es va estendre per tota l'illa amb l'excepció de la major part de Barbagia.

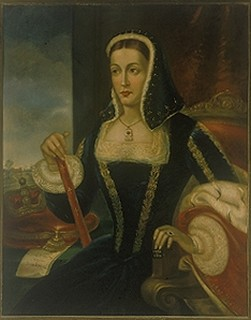
Leonor d'Arborea

A partir dels volts de l'any 1100 es va observar el segon impuls de l'art cristià a l'illa (després del romà d'Orient), caracteritzat per nombroses construccions religioses. A partir de llavors també es va posar fi a l'aïllament que havia conegut Sardenya fins a aquest moment i es va imposar una nova mentalitat feudal importada del continent. L'aïllament de Sardenya l'havia protegit fins llavors de l'arribada de senyors relativament rics i poderosos ansiosos d'obtenir poder. Els castells i altres fortaleses van fer la seva aparició per obra de senyors feudals arribats del continent, com els Malaspina i els Doria.
És a partir d'aquest període quan Sardenya té un paper important en la política europea, com ho mostren els múltiples contactes entre les monarquies europees i, particularment, el jutjat d'Arborea; aquest últim va ser el més influent i el que va sobreviure més temps: fins al 29 de març de 1410, data de la seva capitulació. Un document d'aquest període, escrit per Mieszko I de Polònia dirigit al papa Joan XV, demostra que els jutjats sards eren coneguts a la «llunyana Polònia i que havien de tenir un paper de gran prestigi a l'Europa medieval».
Elionor d'Arborea, al capdavant del jutjat d'Arborea, posaria en funcionament el primer codi civil del seu tipus a Europa, la Carta de Logu ('carta del lloc'). La data de promulgació d'aquesta llei és incerta, però segurament data d'abans de 1392 i va romandre vigent fins al 1827. Aquesta acta faria d'Elionor d'Arborea una de les principals personalitats de la política sarda de la seva època.

### Dominació pisana i genovesa

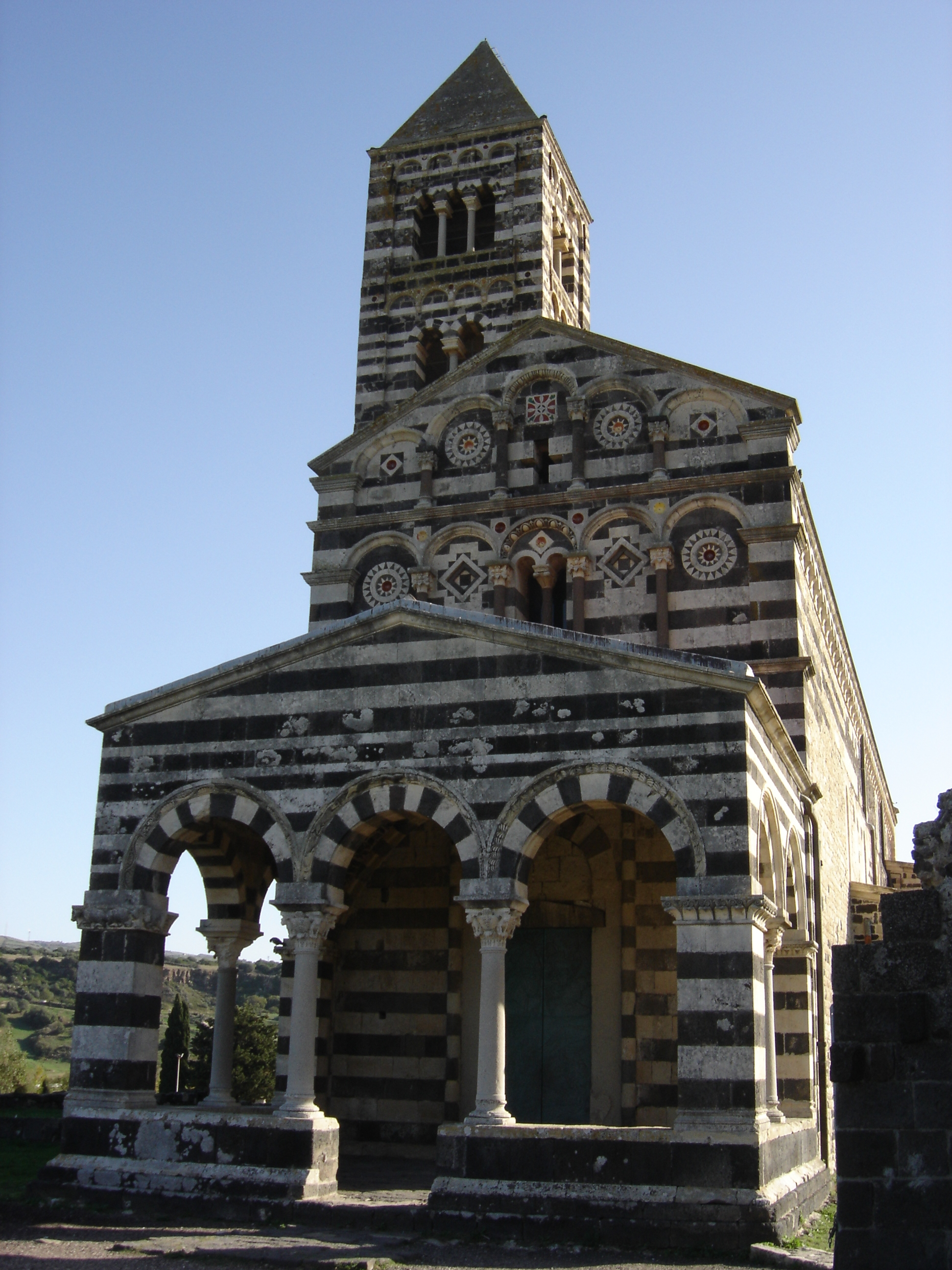
Les nombroses esglésies d'estil romànic pisà (aquí la basílica de Saccargia) donen testimoniatge de la influència de Pisa a l'edat mitjana

El 1015, el pirata sarraí Museto s'havia apoderat de Sardenya, però va haver d'abandonar la conquesta enfront de l'arribada d'una poderosa flota procedent de les repúbliques marítimes de Pisa i Gènova que, a sol·licitud del papa, tenia com a intenció expulsar els àrabs.
Les dues ciutats italianes que havien alliberat Sardenya es van interessar pel territori insular i van començar a interferir en el seu govern. Durant aquest temps, Pisa va incrementar el seu poder en convertir-se en el port principal del mar Tirrè i en un important centre comercial a causa de l'emplaçament estratègic de Sardenya, entre altres factors.
La ingerència política de Pisa i Gènova en les activitats dels jutges va durar des del segle xi fins al segle xiv: els jutjats es transformarien lentament en protectorats per acabar convertits en colònies. Fins al final del domini pisà (1324), aquestes dues potències marítimes es confrontarien permanentment pel control total de l'illa i per això Sardenya romandria constantment dividida. Els papes van mantenir sempre la confrontació pisanogenovesa, donant suport sempre a la part més feble. Les famílies més poderoses d'ambdues ciutats italianes es van disputar els territoris dels antics jutjats. El 1258 va desaparèixer el jutjat de Càller, pres pels pisans. El 1265 Mariano de Serra era l'únic sard amb una investidura governamental, mentre que gairebé tota l'illa es trobava sota poder estranger.
El jutjat o regne d'Arborea, el més fort i millor organitzat dels jutjats, va romandre independent. Va defensar amb força la seva independència i el 1323 es va aliar amb Jaume II d'Aragó per expulsar Pisa i Gènova de l'illa i que tenia per objectiu la creació del Regne de Sardenya, regit pels sobirans de la Corona d'Aragó.

### Dominació aragonesa i espanyola

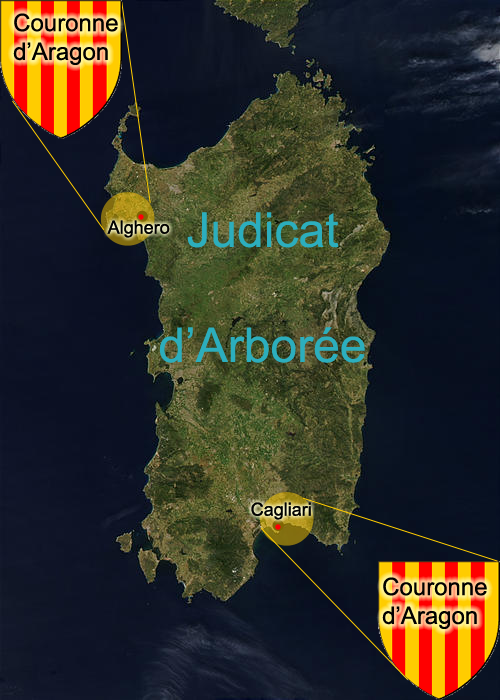
El Jutjat d'Arborea i la corona d'Aragó a Sardenya, abans de l'any 1410

Amb la conquesta pisana dels jutjats de Càller i de Gal·lura, el papa Bonifaci VIII va crear, el 4 d'abril de 1297, el regne de Sardenya i de Còrsega, amb la finalitat de pacificar els conflictes de Sicília entre la Corona d'Aragó i la casa d'Anjou, i el va cedir a la primera a canvi de la renúncia a Sicília. La pau final, dita pau de Caltabellotta, entre ambdues potències rivals es va signar el 19 d'agost de 1302. Amb el suport del papa i l'aliança del jutjat d'Arborea, les forces aragoneses, comandades per l'infant Alfons, van començar les operacions militars contra els pisans de Càller i de Gal·lura, el 18 d'abril de 1323, en la campanya de Santa Caterina, entre Villanovaforru i Sanluri. La derrota pisana a la batalla de Lucocisterna i subsegüent rendició de Castell de Càller, el 20 de juliol de 1324, a les forces de Jaume II d'Aragó, es va instaurar definitivament el regne aragonès de Sardenya i Còrsega. Llavors Sàsser es va rebel·lar contra el nou poder d'ocupació, el 21 de juliol de 1325, i aconseguiria romandre independent durant un any. El 26 de setembre de 1326 va esclatar una nova insurrecció, que seria violentament reprimida.

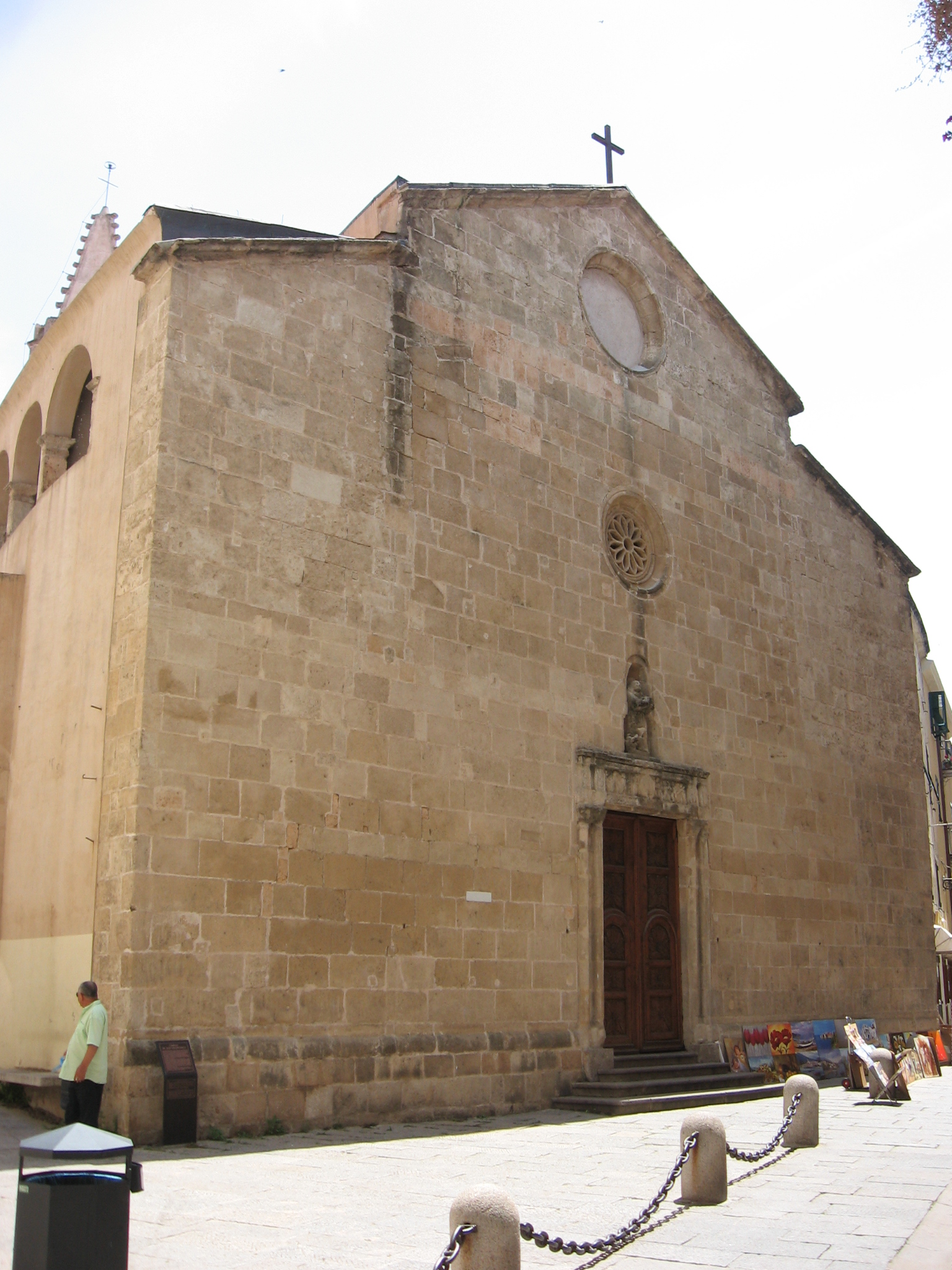
Església de Sant Francesc, a L'Alguer, un dels principals exponents del gòtic català a Sardenya

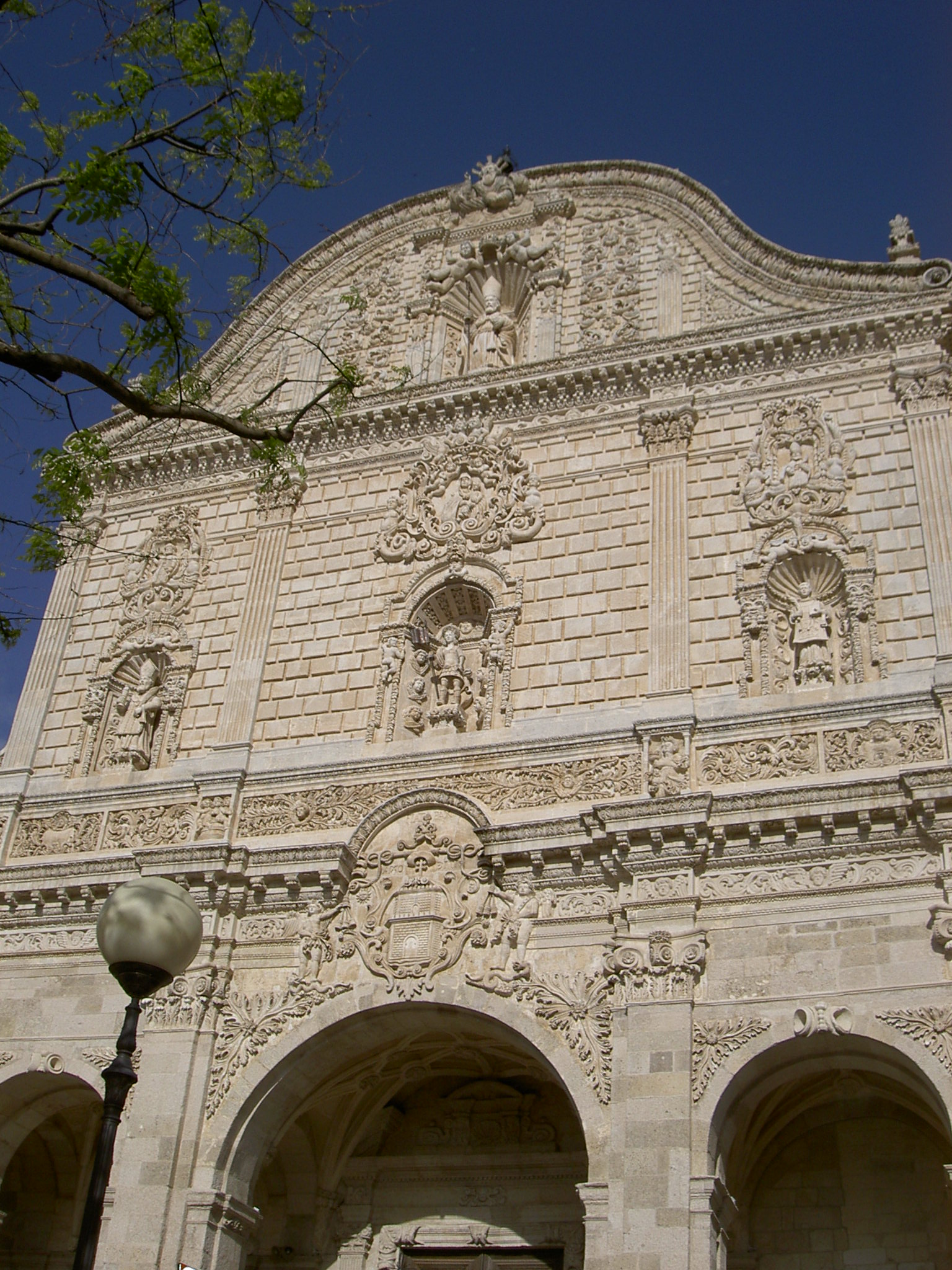
Façana principal de la catedral de Sàsser, en estil barroc espanyol

Pere III el Cerimoniós dirigí personalment una expedició militar a l'illa (1354-1355), en el decurs de la qual la ciutat de l'Alguer va ser conquerida als genovesos i es va convertir en una de les principals posicions catalanoaragoneses, on encara en l'actualitat hi roman vigent la llengua catalana. Entre febrer i abril de 1355 es van reunir les primeres corts de Sardenya, presidides pel rei Pere, la qual cosa va conduir, al juliol, a la pau de Sanluri entre la Corona d'Aragó i Arborea. La desaparció dels altres jutjats i la retirada parcial del rei d'Aragó va permetre a l'encara autònom jutjat d'Arborea una important expansió, que va aconseguir reunir gairebé tota Sardenya. No obstant això, el 1383 els sards van assassinar el tirànic Hug III d'Arborea.
Un nou tractat de pau ―la «pau sarda»― es va signar entre catalanoaragonesos i arboresos el 1388, després de la mort, l'any anterior, de Pere III el Cerimoniós. No obstant això, aquesta pau va ser curta, i el 30 de juny de 1409 el jutjat d'Arborea va ser derrotat estrepitosament a la batalla de Sanluri per les tropes de Martí I d'Aragó, dirigides pel seu fill Martí el Jove, la qual cosa implicaria l'ocupació i venda del jutjat per 100.000 florins d'or a Guillem III d'Arborea el 1420 i la unificació total de Sardenya sota la sobirania del monarca aragonès Alfons IV el Magnànim, amb l'excepció de la ciutat de Castelsardo, dominada pels Doria, que no fou conquerida fins 1448. Paradoxalment, el regne de Sardenya i Còrsega ideat pel papa només consistiria en el territori de Sardenya, ja que, encara que la Corona d'Aragó va planejar la conquesta de l'illa de Còrsega, mai ho va aconseguir. Els monarques aragonesos van utilitzar, per tant, solament el títol de rei de Sardenya i durant un temps el de rei (titular) de Còrsega.
Sardenya va tenir un estatus especial dins de la Corona d'Aragó, car depenia directament del rei, la qual cosa li va conferir certa autonomia. L'illa es va organitzar políticament sota la forma d'un parlament, les corts sardes, on tenien representació els poders eclesiàstic, militar i reial. Aquest últim poder corresponia als representants de les ciutats.
Després de la unió dinàstica de la Corona d'Aragó i la Corona de Castella mitjançant el matrimoni dels Reis Catòlics, Ferran II d'Aragó i, per tant, rei de Sardenya, va reorganitzar l'administració i Sardenya va passar a dependre del Consell d'Aragó i d'un virrei de Sardenya. El descobriment d'Amèrica va provocar que l'illa visqués una fase de decadència, ja que la navegació i el comerç al Mediterrani va declinar a favor de l'Atlàntic i de la recentment descoberta Amèrica. Mentre que a Europa es produïen grans canvis culturals i econòmics, Sardenya va romandre encallada en mans de poders feudals forts. El domini de l'illa era en mans de la noblesa aragonesa, catalana i valenciana. Els efectes van ser particularment nefastos per a les zones agrícoles, on van desaparèixer els antics propietaris mentre que la població més humil, encarregada de llaurar el camp, va veure aguditzar-se la seva misèria. A l'extrema pobresa es van afegir epidèmies de pesta i còlera, que al costat de la malària, que assotava anualment l'illa, van conduir a una disminució de la població. El 1470 dos nobles descendents dels jutges d'Arborea van xocar pels drets del marquesat d'Oristany, successor feudal del jutjat d'Arborea, i el noble Lleonard d'Alagó va intentar derrotar les forces catalanoaragoneses a Uras en el mateix any, però els rebels van ser derrotats definitivament en la batalla de Macomer, el 1478. Lleonard d'Alagó va morir a la presó de Xàtiva el 1494.

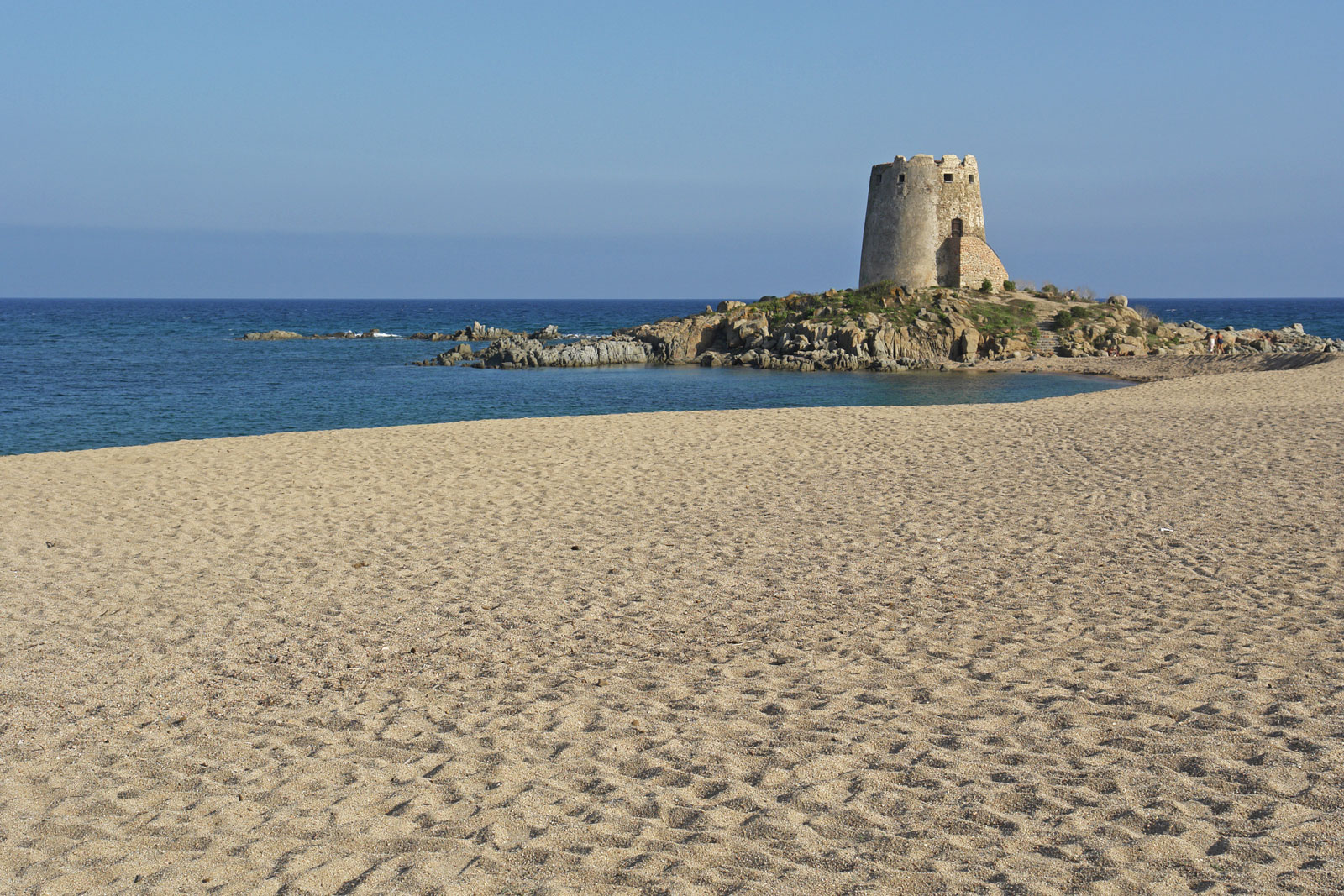
Torre espanyola de Bari Sardo

En el context de la guerra de l'emperador Carles V contra els musulmans, Sardenya es va situar en el límit de les possessions espanyoles i per això va ser proveïda d'un sistema de defensa la columna vertebral del qual es trobava entre Càller, l'Alguer i Castellaragonese (avui Castelsardo). De Càller van salpar grans flotes espanyoles contra Tunísia i Alger; no obstant això, la costa sarda va ser assaltada i saquejada en diverses ocasions durant el segle xvi per turcs otomans, francesos i pirates barbarescos. A partir de 1572 es va iniciar la construcció de torres de vigilància per tota la costa, que a la fi del segle sumaven 82.
La llarga presència aragonesa va influir fortament en els costums sards. L'idioma català va ser la llengua oficial de Sardenya i va deixar una evident petjada en l'idioma sard. En l'actualitat el català es manté com a llengua parlada a la ciutat de l'Alguer, al nord-oest de l'illa. S'han trobat també diversos documents en castellà, idioma que a l'illa es va mantenir en ús fins a les primeres dècades del 1800 i que han permès assabentar-se d'alguns costums de l'època final del domini espanyol a Sardenya, com per exemple un document de 1678 que relata un procés per «fets de fetilleria i mala moralitat»». Entre els casos jutjats per la Inquisició espanyola cal recordar el de Sigismondo Arquer, que ―acusat de luteranisme― va ser enviat a la foguera a Toledo, el 1571.

## Edat moderna i contemporània
La Guerra de Successió espanyola va provocar que Sardenya fos ocupada per un exèrcit angloholandès el 1708 i passés el 1713 al domini d'Àustria mitjançant el tractat d'Utrecht. Encara que l'illa va ser ràpidament recuperada el 1717 per Felip V d'Espanya, a l'any següent aquest va haver de tornar-la després de la derrota d'Espanya davant la quàdrupla Aliança.
Durant l'edat moderna el destí de Sardenya s'uniria definitivament al d'Itàlia. Sardenya mantindria, no obstant això, una preponderància en la política italiana i europea, car tindria també destacades relacions internacionals, particularment amb França, i jugaria un paper rellevant en la unificació d'Itàlia.

### El Regne de Sardenya
Amb la signatura del tractat de Londres, el 1718, el duc Víctor Amadeu II de Savoia va intercanviar amb Àustria l'illa de Sicília per la de Sardenya. Aquest acord va tenir efecte a partir de 1720, i en aquesta data pot parlar-se del naixement del Regne de Sardenya, que incloïa els estats de Savoia, Piemont, Niça i la Sardenya pròpiament dita. Si bé l'illa donava el seu nom al nou estat i els súbdits del rei van ser anomenats col·lectivament «sards», en realitat Sardenya va romandre al marge de la política del regne, el centre de gravetat del qual es va establir al Piemont, a la part continental.

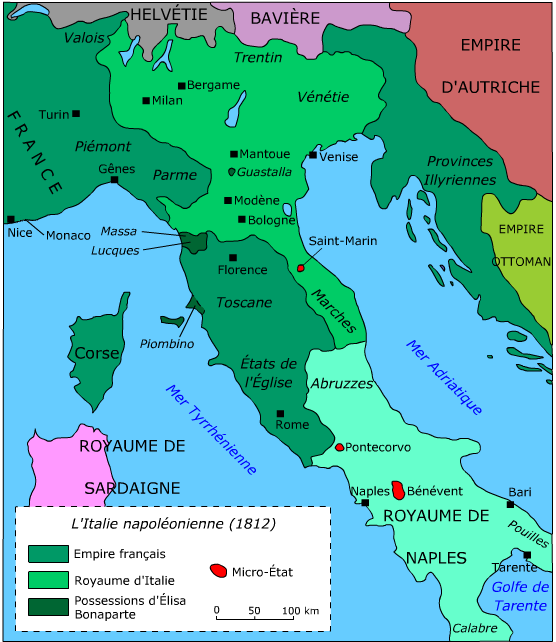
El Regne de Sardenya i el seu context geopolític el 1812

El 1767-69 Carles Manuel III de Sardenya va conquerir l'arxipèlag de la Magdalena, que estava sota el control de la República de Gènova, al costat de la propera Còrsega.

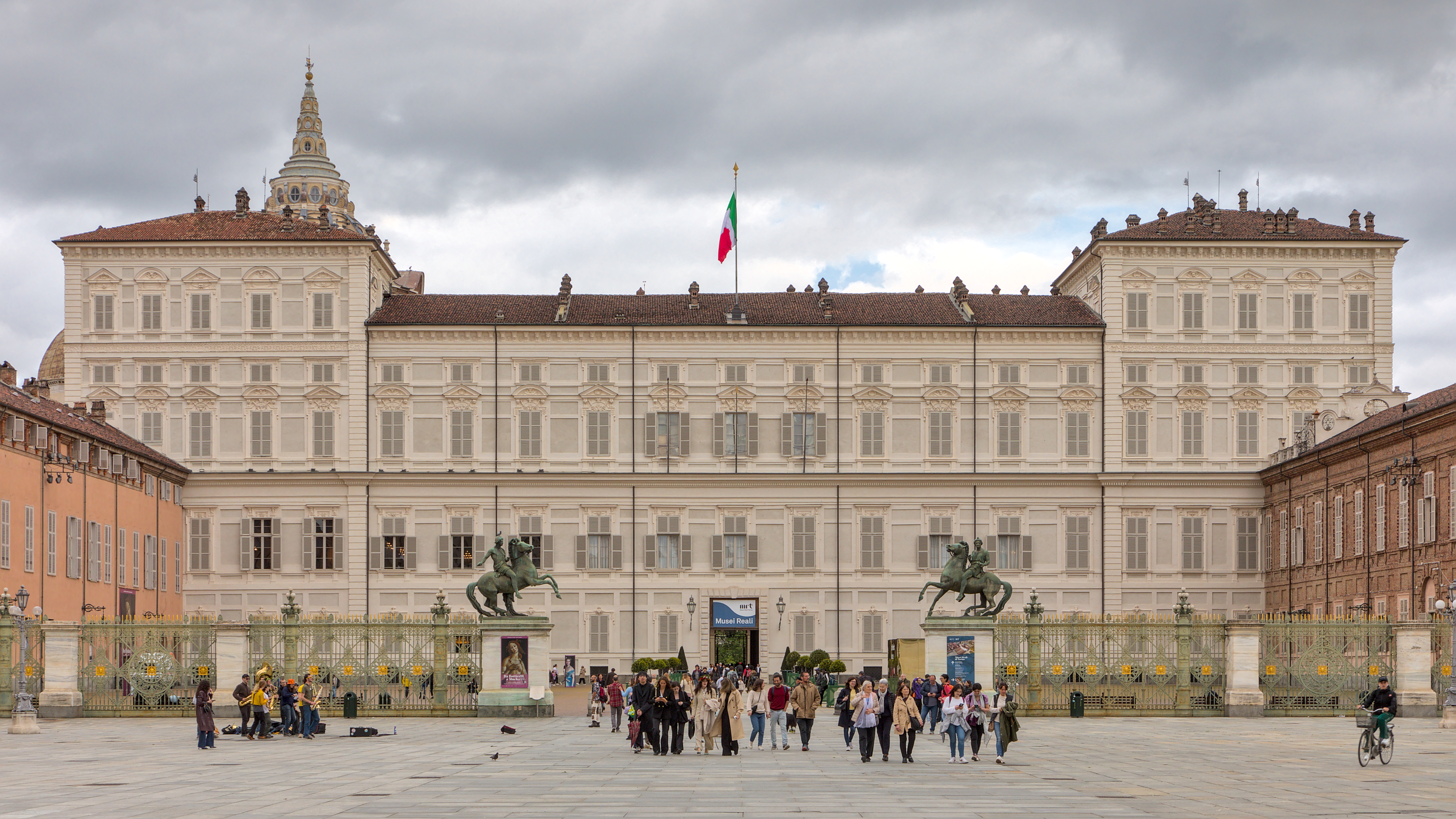
Palau Reial de Torí, seu dels reis de Sardenya

El 1793 va tenir lloc un intent d'invasió de Sardenya pels francesos, que coneixien la importància militar estratègica de l'illa. La invasió va ser rebutjada per la mobilització gairebé espontània de la població sarda. Poc després, la classe dirigent de l'illa, en gran part ancorada a una mentalitat feudal i als costums espanyols, va conspirar per realitzar una rebel·lió contra el rei, a causa del rebuig de Víctor Amadeu III de prendre en consideració les proposicions estatutàries dels estats generals sards (els Statimenti), el 28 d'abril de 1794 va esclatar una rebel·lió, la primera conseqüència de la qual va ser l'expulsió dels funcionaris savoians des de Càller. L'arribada de tropes franceses al Piemont el 1796 va provocar l'aparició d'una rebel·lió republicana piemontesa, i al mateix temps, la revolta sarda va arribar a la fi, amb l'acceptació de peticions pel rei, i l'arrossegament dels insurgents de Giovanni Maria Angioy als voltants d'Oristany. Els francesos van rebutjar fer costat a Angioy, que va haver de fugir a París i preparà una invasió francesa de l'illa. Amb l'armistici de Cherasco, el 26 d'abril del mateix any, la casa de Savoia va recuperar en pocs mesos el control de l'illa, i va reprimir durament els subversius.
Amb la creació de la República piemontesa el 3 de març de 1799, el rei Carles Manuel IV de Sardenya va arribar a Càller, on va establir la seu del seu govern. El 4 de juny de 1802 va cedir el tron a Víctor Manuel I; l'11 de setembre, el Piemont va ser incorporat formalment a França, i l'illa de Sardenya va ser l'única possessió del Regne de Sardenya que va romandre independent. Amb el decret del 30 de novembre de 1847 es va declarar la unió i l'assimilació de Sardenya als estats continentals (Piemont, Savoia i Ligúria), i les instàncies governamentals es van desplaçar al palau Reial de Torí. D'aquesta manera va començar la Guerra d'independència prevista pel rei de Sardenya, amb l'objectiu de la unificació de tot Itàlia, el Risorgimento. Amb aquesta perspectiva els sards van participar en la Guerra de Crimea el 1855.
Amb la casa de Savoia es van iniciar certes obres d'infraestructura, que, no obstant això, van ser insuficients: una carretera entre Càller i Sàsser, que encara en l'actualitat conserva el nom del rei Carles Fèlix de Sardenya, el seu fundador, i el 1883 el funcionament de la primera línia de ferrocarril entre aquestes dues ciutats. També a Càller i Sàsser es va treballar per millorar la qualitat de l'educació universitària, i es va fomentar la immigració de gent de Còrsega, de Malta i de Ligúria per suplir la manca de població a l'illa. La terra va romandre en mans d'uns quants nobles i clergues, mentre que la pobresa i el bandolerisme van ser un problema constant.

### El Regne d'Itàlia
La creixent misèria a Sardenya deguda a la guerra del Risorgimento va fer que la idea de la unificació italiana fos ben rebuda per la població sarda, que pensava que d'aquesta manera es milloraria la greu situació econòmica. Després del tractat de Torí (1860), iniciat per Camillo Cavour, i l'Expedició dels Mil de Giuseppe Garibaldi, fou el 1861 quan el Regne d'Itàlia va ser proclamat pel rei de Sardenya. A partir de llavors l'illa ocuparà un segon pla de l'escenari polític internacional. Mentre que la situació econòmica de Sardenya passava per fortes dificultats, va haver-hi certes millores (explotació minera, xarxa de transport) que van tenir, no obstant això, efectes molt limitats. A més, els diferents governs que es van succeir des de la unificació italiana es van confrontar amb situacions explosives en el Mezzogiorno, mentre que en el nord progressava la industrialització. Per tant, la unificació va deixar al principi una sèrie de problemes no resolts, com la profunda desigualtat social i la fracturació de les mentalitats i les economies entre el nord i el sud italians.

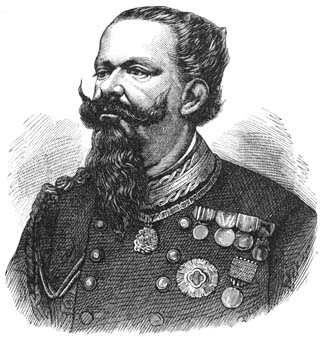
Víctor Manuel II de Sardenya va ser el primer rei d'Itàlia

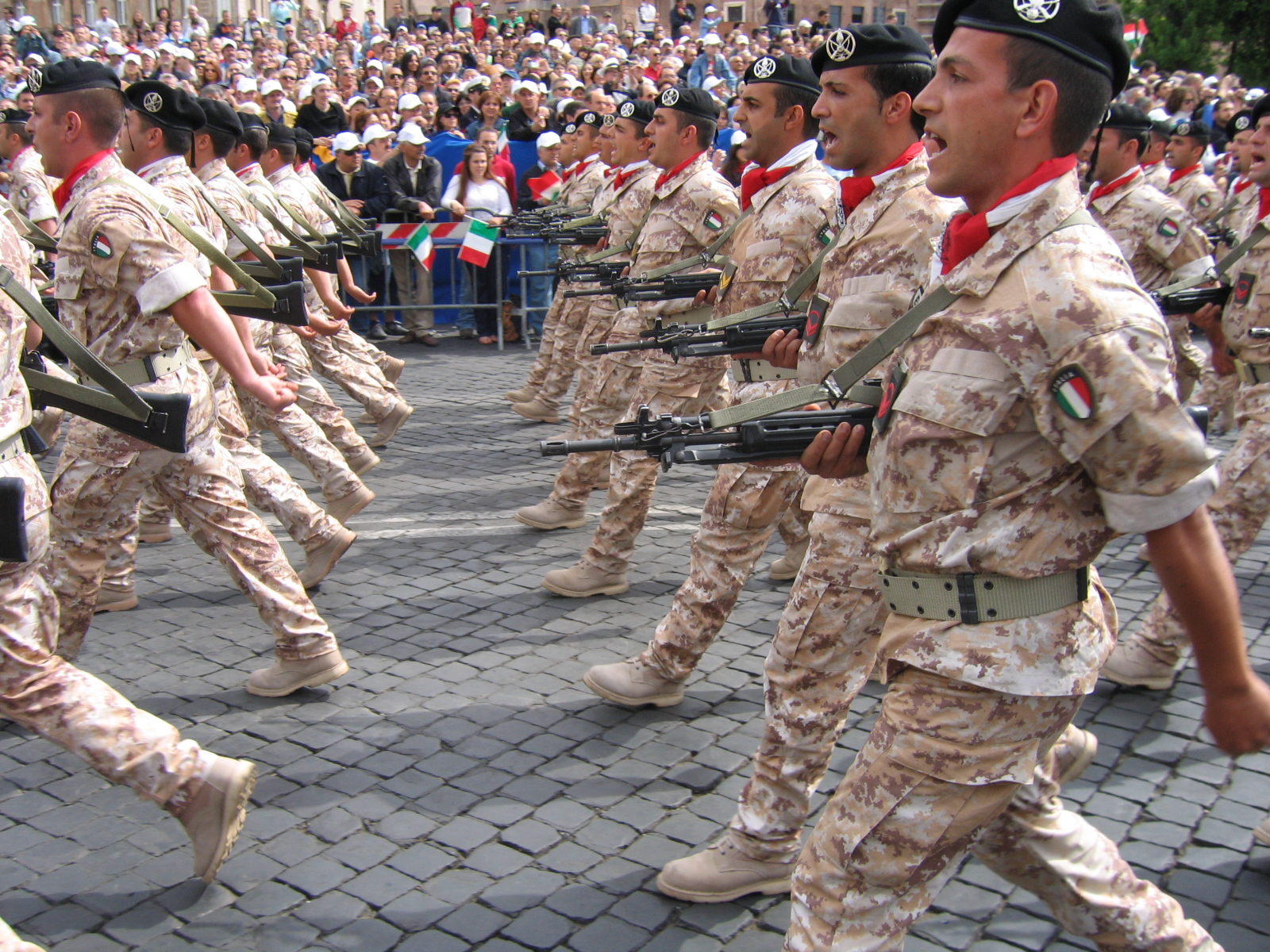
Desfilada de la brigada Sàsser el 2006

A l'inici de la Primera Guerra Mundial el Regne d'Itàlia es va mantenir neutral, però el 23 de maig de 1915 es va immiscir en el conflicte. Des d'aquesta data, va haver-hi nombrosos soldats sards en combat, sent-ne el símbol la brigada Sàsser. S'han trobat 13.602 víctimes sardes de la Primera Guerra mundial. Al final de la guerra, Itàlia es va annexar territoris austríacs i la població sarda, com la resta dels italians, es va decebre d'aquest petit benefici de la victòria en comparació amb les pèrdues humanes.

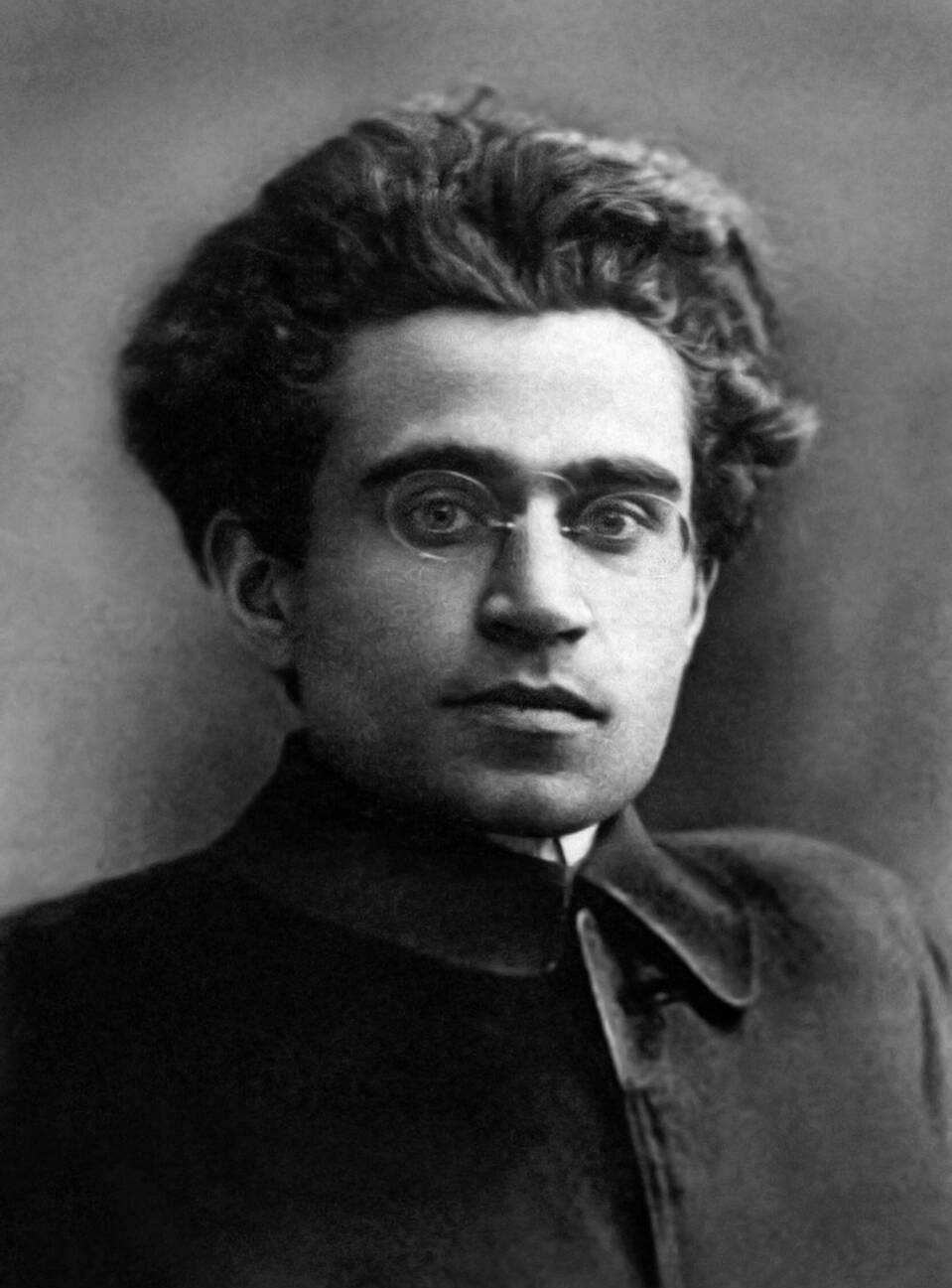
Antonio Gramsci (1891-1937)

La situació econòmica de Sardenya no va millorar després de la guerra. Davant la crisi, es va obrir camí la idea autonomista entre els polítics sards i durant el període d'entreguerres el líder Emilio Lussu va crear el Partit Sard d'Acció amb els veterans de la brigada Sàsser, per fer valer els interessos en pro de l'autonomia.
La precària situació econòmica de Sardenya no va millorar amb l'ascens al poder dels feixistes. En un període marcat per l'enfortiment del comunisme (Antonio Gramsci, nascut a Ales, va ser un dels fundadors del Partit Comunista Italià en els anys vint) i la decepció de la Primera Guerra mundial, Benito Mussolini va fundar el partit feixista el 1919, que tindria un important pes polític des de la dècada de 1920. Mussolini va accedir al poder el 1922 i una part dels adherents al Partit Sard d'Acció es van unir al partit feixista, mentre que una altra secció (inclòs Emilio Lussu) va emprendre la militància antifeixista.
A Sardenya durant el feixisme, en la consecució de l'autarquia, Mussolini va decidir portar a terme un reeixit programa agrícola als voltants d'Oristany (fundació de Mussolínia, actualment Arborea), així com el desenvolupament de l'explotació minera de Sardenya (fundació de Carbonia). Encara que ho va aconseguir, l'explotació intensiva de les mines va resultar també en una explotació encara més intensa de la població sarda.
Encara que Sardenya es trobava relativament a resguard dels danys de la Segona Guerra Mundial, Càller i altres poblacions van sofrir els bombardejos dels aliats el 1943. Els primers bombardejos van ocórrer el 16 de febrer de 1943; tenien com a objectiu el desmantellament de les guarnicions nazis de l'illa. La postguerra va ser, com a la resta d'Europa, un període de reconstrucció econòmica.

### La República italiana i l'autonomia sarda

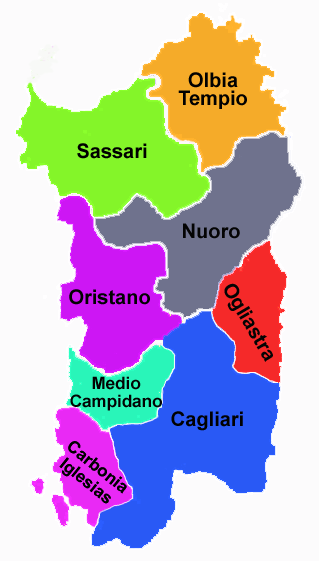
Les províncies sardes des de l'any 2005

L'estat especial de Sardenya es va donar al mateix temps que el naixement de la República italiana el 1948. En total, a Itàlia es crearien cinc regions del mateix tipus amb l'objectiu d'evitar separatismes. La debilitat italiana després de la guerra mundial va fer necessària la conservació de la unitat nacional.
La llei constitucional número 3 del 26 de febrer de 1948 va permetre una transferència del poder nacional al regional però que s'integrava en la unitat d'Itàlia. Sardenya, amb les seves illes menors, es va constituir en una regió autònoma, que va romandre en la unitat política de la República italiana. Des de 1948 la regió es va organitzar en tres províncies (Càller, Nuoro i Sàsser, i posteriorment s'agregaria Oristany) i tres òrgans dels poders regionals. El poder executiu és administrat per la Junta Regional, el poder legislatiu pel Consell Regional, i finalment l'Alt Comissari (poc després rebatejat com a president de la Junta o Comissió regional) triat pel Consell per ser el representant de la regió sarda. El 2004 el president de la Junta va canviar de nom a president de la regió.

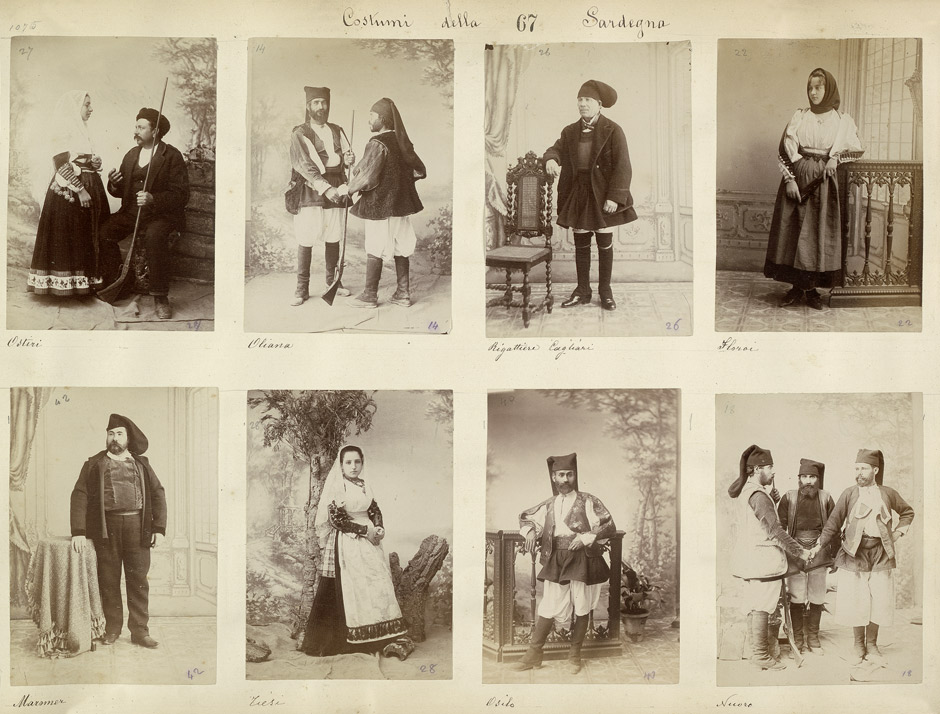
Vestits tradicionals típics de Sardenya

El dret de legislar es limita a dominis concernents exclusivament a la regió (per exemple l'organització de les administracions locals), o bé a qüestions majors, però que han de respectar els principis establerts per la llei de l'estat (per exemple l'assistència social). El 2001 la llei regional número 9 va agregar quatre noves províncies a les altres quatre preexistents. Les províncies d'Olbia-Tempio, Ogliastra, Carbonia-Iglesias i Medio Campidano es van constituir oficialment el maig de 2005.
La llei inicial italiana de 1948 seria revisada en diverses ocasions. El 1972 s'estableix que el Consell Regional es triarà per cinc anys en comptes de quatre. El 1983 s'editen canvis en les regles per a la coordinació de les finances regionals. El 1986 s'atorga un nombre als consellers regionals. El 1989 es determina la durada de la instal·lació dels consells regionals. El 1993 es fan certes integracions als estats especials, i el 2001 es promulguen disposicions relacionades amb l'elecció directa del president de la regió.

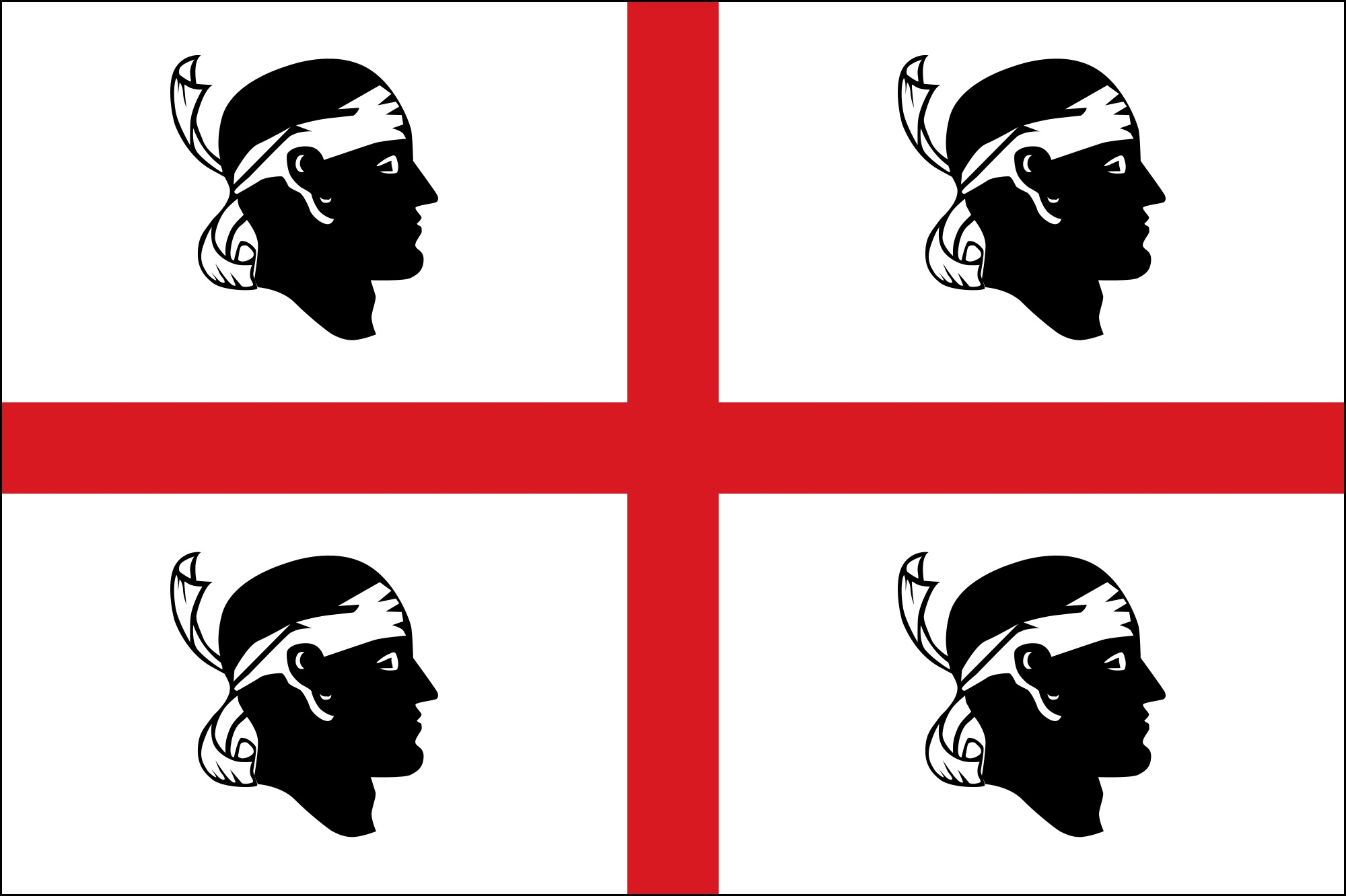
La bandera dels quatre caps àrabs, provinent d'un segell de Pere III d'Aragó, és el símbol de Sardenya

Així, la regió de Sardenya intenta unir la seva identitat pròpia, el manteniment de la seva cultura i el llegat de la seva història, així com la seva permanència a l'estat italià. No pot dir-se que els sards desitgin una independència total; no obstant això, es troben molt units pel que fa a la seva autonomia actual, que els permet mantenir la seva identitat. Una manera de mesurar la inclinació a l'autonomia és la important presència de les llengües locals: encara que la gairebé totalitat de la població parla italià, segueixen sent molt presents la llengua sarda, el sassarès, el gallurès, l'alguerès i el tabarchino.
Sardenya ha enfrontat problemes en la creació d'ocupacions, en part a causa dels elevats costos del transport. Després de la fi de la Segona Guerra mundial, va declinar seriosament la producció del carbó, i en canvi va augmentar el sector turístic, que s'ha desenvolupat de manera important a les zones costaneres, més accessibles que l'interior de l'illa. L'actual govern regional de centreesquerra, encapçalat per l'empresari Renato Soru i la seva força política Projecte Sardenya, intenta la revitalització de l'economia sarda amb l'entrada d'inversions exteriors.